# Episches Theater

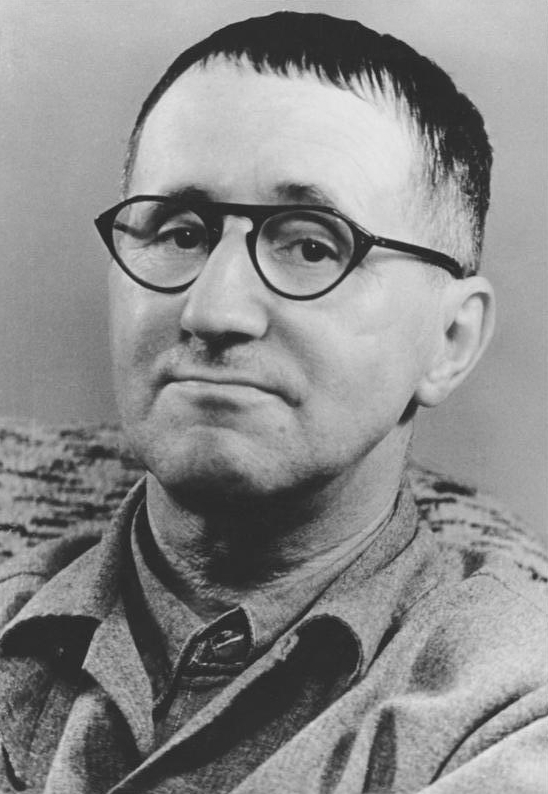
Bertolt Brecht (1898–1956) 1954

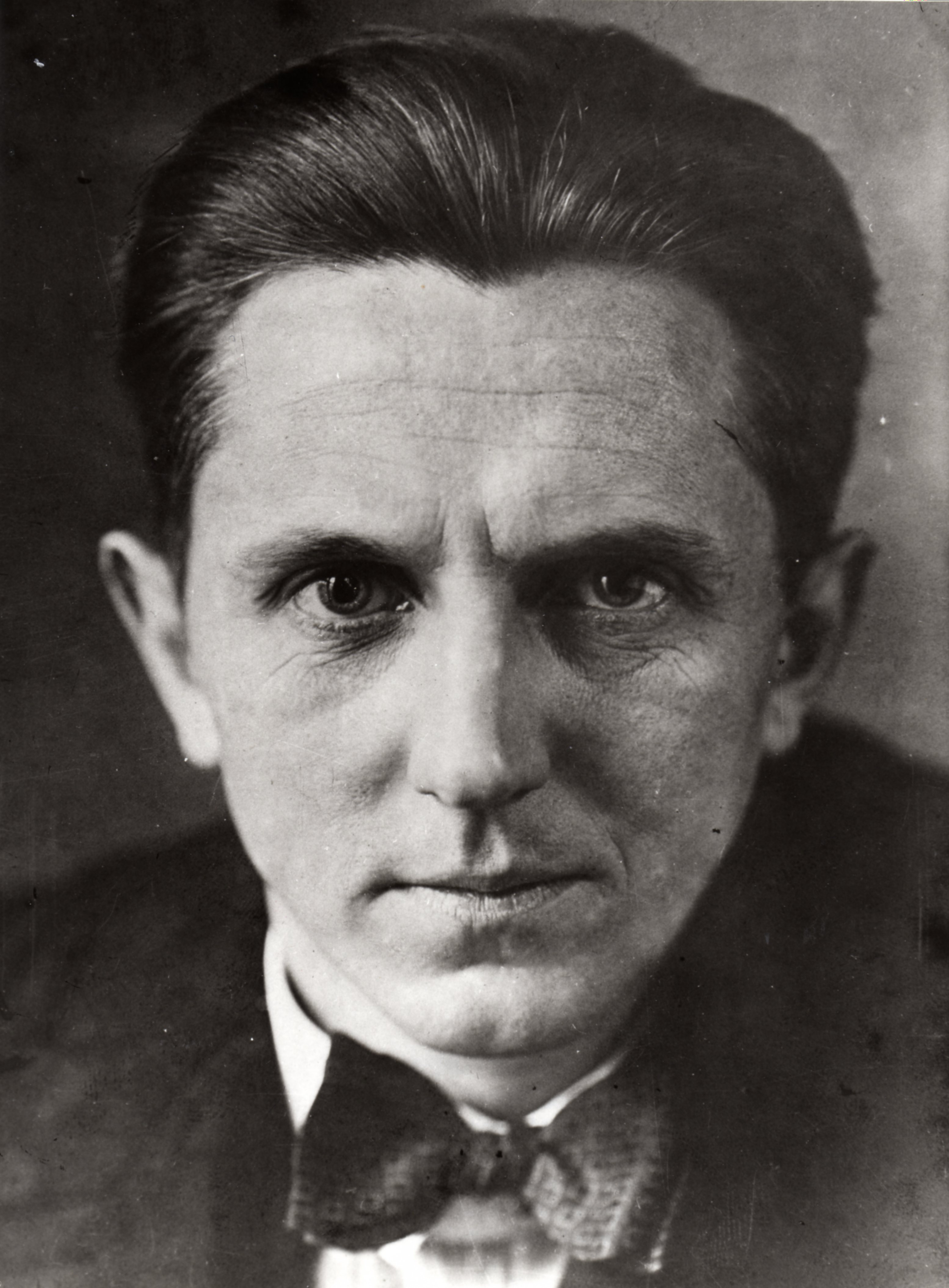
Erwin Piscator (1893–1966) (Berlin um 1929)

Der von Bertolt Brecht 1926 geprägte Begriff episches Theater verbindet zwei literarische Gattungen, das Drama und die Epik, also theatralische und erzählende Formen der Literatur. In den 1920er-Jahren hatten Bertolt Brecht und Erwin Piscator begonnen, mit neuen Formen des Theaters zu experimentieren. Sie wollten weg von der Darstellung tragischer Einzelschicksale, weg von der klassischen Illusionsbühne und ihrer Scheinrealität. Ihr Ziel war die Darstellung der großen gesellschaftlichen Konflikte wie Krieg, Revolution, Ökonomie und soziale Ungerechtigkeit. Sie wollten ein Theater, das diese Konflikte durchschaubar macht und die Zuschauer dazu bewegt, die Gesellschaft zum Besseren zu verändern.

## Überblick
Das epische Theater bricht mit Qualitätsvorstellungen, die erzählende Elemente auf der Bühne als unzureichende Umsetzung in lebendiges Spiel abwerteten. Zwar gab es schon in der Antike erzählende Elemente in der Tragödie, etwa durch den Chor, der Ereignisse kommentierte, oder durch Mauerschau und Botenbericht, in der handelnde Figuren Ereignisse schilderten, die sich schlecht auf der Bühne darstellen ließen, etwa große Schlachten. Diese wendeten sich jedoch an die anderen Bühnenfiguren, der Schein der Realität wurde aufrechterhalten.
Erwin Piscator und Bertolt Brecht setzten erzählende Elemente bewusst anders ein: Sie durchbrachen die Bühnenrealität. Die avantgardistische Piscator-Bühne der zwanziger Jahre verwendete moderne Technik: Simultanbühnen, die mehrere Aspekte des Geschehens gleichzeitig präsentierten, Laufbänder, Drehscheiben und bewegliche Brücken. Piscator verwendete Bildprojektionen und seit 1925 Dokumentarfilme, die das Bühnengeschehen ergänzten und überlagerten. Brecht ließ z. B. Darsteller vor den Vorhang treten und die Ereignisse auf der Bühne kommentieren. Schauspieler wendeten sich ans Publikum, Texte und Bilder wurden eingeblendet, es gab Musikeinlagen und Songs. Bewusst wurde die Identifikation der Zuschauer mit dem Helden torpediert.
Damit steht das epische Theater im Gegensatz zum aristotelischen Theater, welches das Ziel verfolgte, den Zuschauer durch Einfühlen in das Gesehene zu läutern, einem Prozess, den Aristoteles als Katharsis bezeichnete. Das epische Theater will den Zuschauer zu einer distanzierten und kritischen Betrachtung der Ereignisse auf der Bühne führen. Nicht Mitgefühl und Emotionen sind das Ziel, sondern gesellschaftskritische Erkenntnisse.
Zugleich werden auch weitere Vorgaben der traditionellen Dramatik durchbrochen, etwa der klassische Aufbau des Dramas mit fünf Akten, einem vorgegebenen Spannungsbogen, einem Wendepunkt, einer Reduktion in Bezug auf Handlungsorte und Zeit des Geschehens. Die einzelnen Szenen stehen für sich, häufig gibt es einen offenen Schluss wie in Brechts Der gute Mensch von Sezuan:
„Verehrtes Publikum, jetzt kein Verdruß:
Wir wissen wohl, das ist kein rechter Schluss.
Vorschwebte uns: die goldene Legende.
Unter der Hand nahm sie ein bitteres Ende.
Wir stehen selbst enttäuscht und sehn betroffen
Den Vorhang zu und alle Fragen offen.“
Der Begriff „episches Theater“ wird heute meist ausschließlich auf die Werke und Inszenierungstechniken Brechts und – mit Abstrichen – Piscators bezogen, obwohl es im 20. Jahrhundert zahlreiche Dramatiker gab, die epische Elemente einsetzten. Auch waren, wie Jürgen Hillesheim plausibel macht, viele der bedeutsamsten Elemente des epischen Theaters Brechts in dessen Werk bereits vor seiner Begegnung mit dem Marxismus ausgebildet. Günther Mahal sieht den Exklusivanspruch als diskurstaktischen Erfolg Brechts. Brecht sei es gelungen, unter dem Oberbegriff „aristotelisches Theater“ einen Großteil der Dramatik vor ihm zu erfassen und zu desavouieren. Mahal hält dies für ein „Zerrbild“ und für „manipulativ“.
Brecht hat das Konzept des epischen Theaters stetig weiterentwickelt und den Bedürfnissen seiner Inszenierungspraxis angepasst. Obwohl er sein Konzept an einigen Punkten zusammenfassend darstellt, erschließt sich die Bandbreite von Brechts neuer Dramatik nur in einer Vielzahl verstreuter Dokumente, zum Teil in Modellbüchern zu Stücken, in Notizen und Typoskripten, in Briefen und Journalen. Das epische Theater ist also als offenes Konzept zu verstehen. Dennoch lassen sich einige Eckpunkte festhalten, die aus der didaktischen Zielsetzung Brechts erwachsen. Der Bruch mit dem Illusionstheater soll dem Publikum ermöglichen, komplizierte gesellschaftliche Vorgänge nüchtern zu beurteilen. Zu diesem Zweck werden die einzelnen Elemente der Dramatik auf Möglichkeiten geprüft, die komplexen Widersprüche der modernen Welt auf die Bühne zu bringen. Musik, Beleuchtung, Schauspieler, Bühnenbild, Texte sollen dem Publikum etwas zeigen und getrennt und kontrastierend eingesetzt werden. Immer wieder neu soll Distanz hergestellt werden, sollen Spannung, Mitleiden und Illusion durchbrochen werden.
Das epische Theater Brechts und Piscators ist politisch engagiert. Das enge Korsett der traditionellen Dramatik wird gesprengt, weil beide komplexe politische Verhältnisse darstellen wollten. Das epische Theater ist marxistisch orientiert, will gegen Ausbeutung und Krieg wirken, sich einsetzen für eine sozialistische Veränderung der Gesellschaft.
Neben dem Begriff „episches Theater“ verwendete Bertolt Brecht später häufiger den Begriff „dialektisches Theater“ für sein Gesamtkonzept.

## Entstehung des Begriffs „episches Theater“
Sowohl Brecht als auch Piscator haben für sich reklamiert, den Begriff „episches Theater“ geprägt zu haben. Brecht-Mitarbeiterin Elisabeth Hauptmann gibt an, Brecht habe die Idee 1926 im Kontext des Stücks Jae Fleischhacker entwickelt. Brecht habe gesagt, „daß unsere heutige Welt nicht mehr ins Drama paßt“, und begonnen, sein Gegenkonzept des epischen Theaters zu entwickeln. „Die eigentliche Theorie des nichtaristotelischen Theaters und der Ausbau des V-Effekts ist dem Augsburger zuzuschreiben“, schreibt Brecht im Messingkauf über sich. Piscators Verdienst sei „vor allem die Wendung des Theaters zur Politik“. Am Ende spricht Brecht diplomatisch von gleichzeitiger Anwendung, „der Piscator mehr im Bühnenmäßigen (in der Verwendung von Inschriften, Chören, Filmen usw.), der Augsburger im Schauspielstil.“
Piscator gab an, dass seine Inszenierung des Stücks Fahnen von Alfons Paquet vom Mai 1924 an der Berliner Volksbühne der erste Bruch mit dem „Schema der dramatischen Handlung“ gewesen sei. Piscator hatte dem Publikum die Handlungsträger des Paquet-Stücks über den Haymarket Riot durch den ausgiebigen Einsatz von Bildprojektionen vorgestellt. Außerdem hatte er zwischen den Szenen Zwischentitel auf zwei Leinwände am Bühnenrand projiziert. Als Brecht diese und weitere Stilmittel von Piscators Theater in den folgenden Jahren erfolgreich adaptierte, proklamierte Piscator die begriffliche und methodische Urheberschaft am epischen Theater in seinem Buch Das Politische Theater 1929 kurzerhand für sich. Dabei gab er irrtümlich an, schon Paquets Stück habe den Untertitel „episches Drama“ getragen (tatsächlich lautete der Untertitel „Ein dramatischer Roman“). Doch hatte Alfred Döblin den Begriff des Epischen in Zusammenhang mit Piscators Theaterarbeit bereits 1924 aufgebracht. Döblin hatte im Kontext der Fahnen-Inszenierung im Leipziger Tageblatt vom 11. Juni 1924 konstatiert, der Dramatiker Paquet sei nicht lyrisch, sondern „episch entflammt“.
Unabhängig vom Dissens um die Urheberschaft an den einzelnen Elementen des epischen Theaters steht die Bedeutung Piscators für die neue Form des Dramas außer Zweifel. Sarah Bryant-Bertail bezeichnet Brechts und Piscators gemeinsame Dramatisierung des Romans Der brave Soldat Schwejk von Jaroslav Hašek im Jahre 1928 als „Prototyp des epischen Theaters“. Piscator entwickelte für seine „revolutionären“ und „proletarischen“ Inszenierungen im Dienste des Klassenkampfs Ideen und technische Mittel, die auch Brecht später einsetzte, wenn auch häufig modifiziert. Piscator aktivierte das Publikum und experimentierte mit moderner Bühnentechnik: Film- und Bildprojektionen, Simultanbühnen und verschiedene Maschinerie eröffneten neue Möglichkeiten. Piscator mit seiner Experimentierfreude ist – so formuliert Brecht plakativ – insofern „der große Baumeister des epischen Theaters“. Dennoch gibt Jan Knopf an, Brecht habe Piscators effektvolle Bühnen kritisch gesehen, als innovativ, aber bloß formal verwendet. Aus politischer Sympathie habe er diese Kritik aber nur selten geäußert. Piscators Theaterprojekte wurden von der zeitgenössischen Kritik häufig als zu propagandistisch kritisiert. Hinck sieht Piscators Theater als „reportagehaft und tendenziös zugeschnittene Wirklichkeit.“ Zwischen Brechts und Piscators Inszenierungen bestand zudem ein prinzipieller Unterschied: Piscator wollte die Zuschauer mitreißen, ganz im Gegensatz zu Brechts Konzept des nüchternen, distanzierten Spiels.
Dass zuletzt der Begriff „episches Theater“ fast ausschließlich mit den Dramen Brechts verbunden wurde, führt Sarah Bryant-Bertail auf die ungeheure Wirkung der Inszenierung der Mutter Courage und die umfangreiche Dokumentation der Aufführung zurück.
Für die begriffliche Verbindung der Gattungen gibt es mit Thomas Hardy einen Vorläufer, der sein Mammutwerk The Dynasts 1904 „an epic-drama of the war with Napoleon, in three parts, nineteen acts and one hundred and thirty scenes“ untertitelte. Allerdings bezeichnet die Namensähnlichkeit kein ähnliches Konzept, sondern wurde „nur wegen der Länge und des geschichtlichen Gegenstands“ gewählt.

## Epik und Drama in der Literaturgeschichte – Vorläufer
Lange war die Poetik des Aristoteles einflussreich für das Verständnis des Dramas, auch wenn seine Grundsätze im Laufe der Geschichte immer wieder modifiziert wurden. Dabei wurde die Trennung der literarischen Gattungen regelmäßig zum Qualitätsmaßstab: Epos und Drama sollten in keinem Fall vermischt werden. Marianne Kesting weist darauf hin, dass es, meist weniger beachtet, dennoch immer auch andere dramatische Formen gegeben habe. Als epische Formen nennt sie etwa das mittelalterliche Mysterienspiel, die Fronleichnamsspiele Calderóns und das Drama des Sturm und Drang. Brecht selbst nennt weitere Vorbilder:

„In stilistischer Hinsicht ist das epische Theater nichts besonders Neues. Mit seinem Ausstellungscharakter und seiner Betonung des Artistischen ist es dem uralten asiatischen Theater verwandt. Lehrhafte Tendenzen zeigte sowohl das mittelalterliche Mysterienspiel als auch das klassische spanische und das Jesuitentheater.“

Am asiatischen Theater faszinieren Brecht die „große Bedeutung der Geste“, die „entpersönlichte Darstellungsweise“ und das Minimum von Illusion, wozu die sparsame Dekoration und Unterbrechungen des Spiels gehören.
Oft beruft sich Brecht auch auf William Shakespeare, dessen Dramen er „ungemein lebendig“, experimentierfreudig und innovativ fand. Shakespeare war für Brecht „ein großer Realist“, seine Dramen zeigten „jene wertvollen Bruchstellen, wo das Neue seiner Zeit auf das Alte stieß.“
Frühe Zweifel an der strikten Trennung von Dramatik und erzählenden Texten in Europa demonstriert Marianne Kesting am Briefwechsel von Friedrich Schiller und Johann Wolfgang von Goethe. Bei aller Bewunderung für Aristoteles hätten die beiden Autoren dennoch in Frage gestellt, ob jeder Stoff mit der strengen Trennung der Gattungen zu vereinbaren sei. Bei Schiller habe vor allem die komplexe Geschichte der Jeanne d’Arc, bei Goethe die Arbeit am Faust zu Skepsis gegenüber einer dogmatischen Trennung der Gattungen geführt. Die eigentlichen Vorläufer des epischen Theaters entstanden nach Kesting im Vormärz, in den Dramen Christian Dietrich Grabbes und Georg Büchners. Sie sieht in den Stücken Büchners „Modelle epischer Dramaturgie“. Das Dramenfragment Woyzeck zeige bereits den Anti-Helden, „determiniert durch das soziale Milieu“, ausgeliefert, passiv, „Opfer“ einer „zerrütteten Gesellschaft“. „Der Heroismus des Leidens aber und die Determiniertheit des Handelns verursachen den Verfall des aktiven Moments im Drama.“ Auch Brecht nennt ausdrücklich die Bedeutung des Woyzeck für seine frühe schriftstellerische Entwicklung.
Walter Hinck sieht in einigen typisierten, parodistisch gezeichneten Figuren Brechts den Einfluss der Commedia dell’arte. So entspräche die Figur des Shu Fu aus dem Guten Menschen von Sezuan der Figur des Pantalone. Pantalone gehörte in der italienischen Volkskomödie zu den „Vecchi“, den Repräsentanten der Oberschicht. Wenn Brecht Masken einsetzt, sind sie wie in die der Commedia dell’arte nicht auf einen bestimmten Gefühlsausdruck festgelegt, sie dienen wie die groteske Übersteigerung des Spiels der satirischen Darstellung der Oberschicht. In Bezug auf den Puntila hat Brecht die Orientierung an der Commedia dell’arte ausdrücklich gefordert. Dabei ging es ihm nicht nur um Typen und Masken, sondern auch um artistische Bewegungsregie.

### Einfluss des Naturalismus

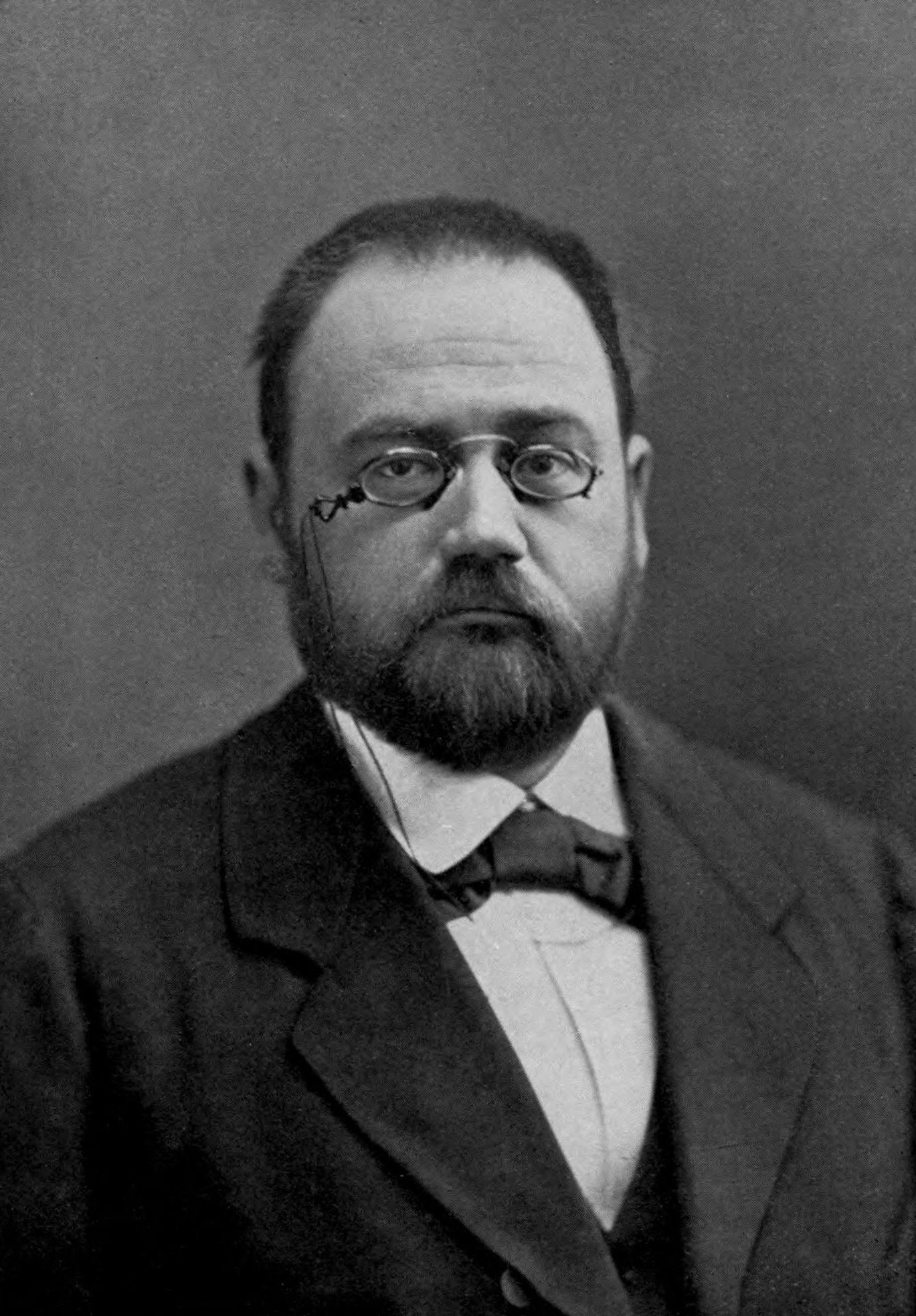
Emile Zola um 1875

Vor dem veränderten gesellschaftlichen Hintergrund im Zeitalter der Industrialisierung wurde das aristotelische Modell im 19. Jahrhundert immer stärker in Frage gestellt. Neue Konzepte entwickelte der Naturalismus. Ausgangspunkt von naturalistischen Dramatikern wie Gerhart Hauptmann und Henrik Ibsen waren die Romane von Émile Zola und Fjodor Michailowitsch Dostojewski. In der Literaturwissenschaft wird Zola häufig auch aufgrund seiner theoretischen Schriften als wichtigster Vorgänger Brechts gesehen, obwohl sich Brecht später sehr deutlich vom Naturalismus abgrenzte.
In einer Hinsicht stand Zolas naturalistische Dramatik konträr zu Brechts epischem Theater: Der Franzose wollte die perfekte Illusion. Schauspieler und Bühnenbild sollten den Eindruck realen Lebens auf der Bühne vermitteln. Aber Zola überschritt dennoch deutlich das aristotelische Modell. Alltag sollte gezeigt werden, Charakterdarstellung war ihm wichtiger als die Fabel. Einzelne unabhängige Szenen, gestaltet wie Ausschnitte aus einem Roman, sollte es geben, die Regie wissenschaftlich und experimentell vorgehen. In Molieres Der Menschenfeind sieht Zola ein frühes Beispiel für erzählendes Drama. Bereits 1881 schreibt Zola in einer Kritik am französischen Drama seiner Zeit: „Die Bretter der Jahrmarktsgaukler sind breiter und epischer (plus large et plus épiques) als unsere elenden Bühnen, auf denen das Leben erstickt.“ Zola versucht an Beispielen zu zeigen, dass das Theater sich abhängig von Geschichte verändert habe. Das klassische Drama sei obsolet geworden und es gelte Neues zu erproben. Wesentliche Elemente solcher Experimente seien dem alten epischen Drama und dem naturalistischen Roman zu entnehmen. Die deutschen Naturalisten nahmen Zolas Ideen auf. Dabei adaptierten sie vor allem die These vom prägenden Einfluss des Romans auf das Drama.
Obwohl sich Brecht von den Naturalisten mehrfach scharf distanziert hat, kann man einige Parallelen festhalten: Das Interesse an Experimenten, am wissenschaftlichen Ansatz, die Ablehnung von Religion und Metaphysik, Dramen mit offenem Schluss, die Episierung des Dramas, Anknüpfen an alte Dramenformen und den Jahrmarkt, Glaube an den Einfluss des geschichtlichen Wandels auf das Theater. Als entscheidende Unterschiede bleiben die naturalistische Idee von der perfekten Illusion und die Natürlichkeit der Schilderungen, die keine Veränderung zu ermöglichen schienen. Anders als die Naturalisten hielt Brecht wie Aristoteles die Fabel für entscheidend, sie sollte die gesellschaftlichen Widersprüche zeigen, die gesellschaftlichen Strukturen.
Schon Zola spricht von epischen Darstellungsformen. Ein Unterschied zu Brecht liegt dabei nach Reinhold Grimm im Begriff der Epik selbst. Habe Zola den Erzähler als neutralen Protokollführer gesehen, der sich nicht ins Romangeschehen einmischt, so sei für Brecht der auktoriale Erzähler das Vorbild für seine Dramatik gewesen. Grimm belegt dies an Brechts Drama Der kaukasische Kreidekreis, in dem der Erzähler, der die ganze Zeit am Bühnengeschehen teilnimmt, kommentiert, Figuren vorstellt und ihre Gedanken kennt und das Bühnengeschehen in den Rahmen einer alten Geschichte einbettet. Jan Knopf betont stärker den inhaltlichen Gegensatz. Die naturalistische Literatur zeige nach Brecht bloß die Fassade der gesellschaftlichen Realität, die als unveränderlich erscheine. Selbst das genaue Abbild einer Fabrik zeige nicht deren innere Struktur. Brecht dagegen wolle die gesellschaftliche Realität nicht einfach abbilden, sondern Strukturen und Veränderungsmöglichkeiten zeigen.

### Einfluss der Oper

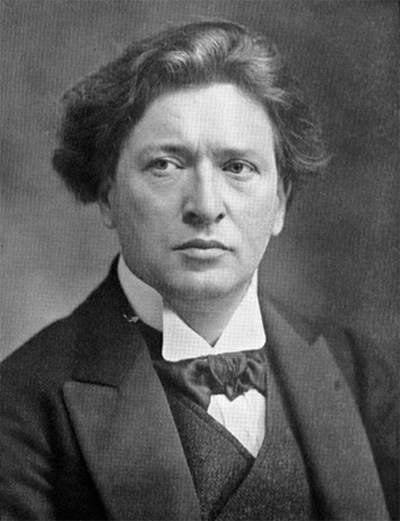
Ferruccio Busoni, 1906

Die Auseinandersetzung mit der Oper war für Brecht ein zentrales Thema. Zwischen 1926 und 1956 bearbeitete Brecht etwa zwei Dutzend Opernprojekte. Verschiedene Autoren weisen auf die Bedeutung der Musik für die Entstehung des brechtschen Theaterkonzepts hin. Thomas Mann verweist 1933 in einem Vortrag auf den epischen Charakter der Opern Richard Wagners und vergleicht Wagner mit Honoré de Balzac, Lew Nikolajewitsch Tolstoi und Émile Zola. Er deutet Wagners Ring des Nibelungen als mehrteiliges Drama und „szenisches Epos“. „Wagners Hauptwerk“ verdanke „seine Großartigkeit ihrer Art nach dem epischen Kunstgeist“.
Brecht sah in Richard Wagner dennoch seinen Hauptgegenspieler, entwickelte seine Position aber vielleicht gerade deshalb als Gegenentwurf und damit unter dem Einfluss Wagners. Dennoch: Im Leben Brechts und Wagners fallen eine Reihe von Parallelen ins Auge. Beide wurden im Alter von 30 Jahren durch ihre Opern erfolgreich, beide interessierten sich für Shakespeares Maß für Maß und Sophokles’ Antigone und beide erkämpften sich später ihr eigenes Haus. Auch Theodor W. Adorno sah in der Konzeption des Rings Grundzüge des epischen Theaters. Joy Haslam Calico interpretiert Brechts ungeheuer produktive Phase Ende der 1920er Jahre als Doppelstrategie, als Versuch, die Oper von innen durch eigene Opern zu reformieren und gleichzeitig in Form der Lehrstücke einen Gegenentwurf zu kreieren. Trotz Brechts grundlegender Kritik am bürgerlichen Opernbetrieb mit seinem passiven Publikum und seiner Repräsentationsfunktion liegt in der Opernwelt auch eine Quelle epischer Elemente auf der Bühne. Neben dem Werk Wagners ist hier in besonderem Maße auf die Da Ponte-Opern Wolfgang Amadeus Mozarts zu verweisen. Eine Reihe von Autoren sucht den Einfluss der Oper Wagners auf das moderne Theater nicht in Parallelen, sondern in der bewussten Absetzung der Autoren von Wagner: „To put it bluntly, modernist theater, of which epic theater has long been the standard-bearer, may be the illegitime child of opera.“
Die Vorschläge Ferruccio Busonis zur Reform der Oper gelten einigen Autoren sogar als Entwurf des epischen Theaters („blueprint for epic theater in general“). Busoni, der Lehrer Kurt Weills, kritisierte das klassische Konzept der Wiederholung der Bühnenvorgänge durch die Musik und fordert die Prüfung, wann Musik erklingen soll und wann nicht. Busoni forderte von den Komponisten Mut zum Bruch mit Bestehendem und die Aktivierung des Publikums und zeigte, dass, „um ein Kunstwerk zu empfangen, die halbe Arbeit an demselben vom Empfänger selbst verrichtet werden muß“. Er wandte sich wie später Brecht gegen das Illusionstheater:

„So wie der Künstler, wo er rühren soll, nicht selber gerührt werden darf – soll er nicht die Herrschaft über seine Mittel im gegebenen Augenblicke einbüßen –, so darf auch der Zuschauer, will er die theatralische Wirkung kosten, diese niemals für Wirklichkeit ansehen, soll nicht der künstlerische Genuß zur menschlichen Teilnahme herabsinken. Der Darsteller „spiele“ – er erlebe nicht. Der Zuschauer bleibe ungläubig und dadurch ungehindert im geistigen Empfangen und Feinschmecken.“

Starken Einfluss auf Kurt Weill hatten auch Busonis Bühnenwerke, die praktische Umsetzung seiner Ideen, etwa die beiden Einakter aus dem Jahre 1917, Turandot und Arlecchino. Typische Merkmale waren freie Tonalität, kurze, in sich geschlossene Stücke. Eine Vorform des V-Effekts boten kleine, parodistisch wirkende musikalische Zitate.

### Zeitgenössische Einflüsse auf Brechts Dramatik

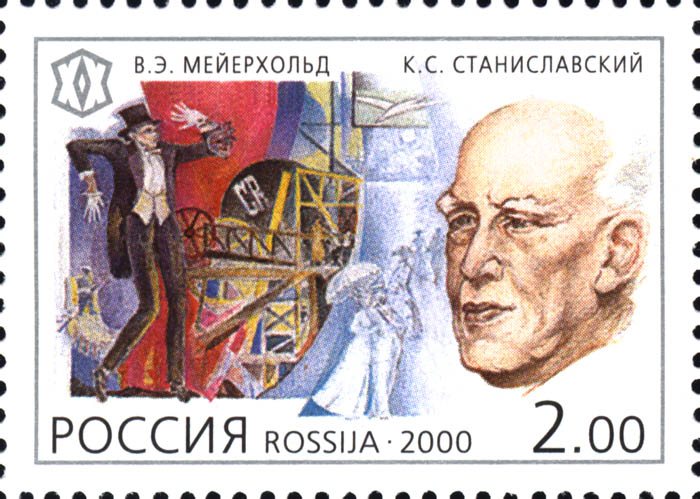
Zwei prägende Figuren des russischen Theaters der Moderne: Vsevolod Meyerhold und Konstantin Stanislavski

Die Theaterexperimente Brechts stehen im Zusammenhang mit einem kulturellen Umbruch. Der Theaterwissenschaftler Hans-Thies Lehmann konstatiert eine „Theaterrevolution am Beginn des 20. Jahrhunderts“ und nennt zwei Elemente, die die sehr unterschiedlichen Experimente gemeinsam hätten: die „Autonomie der Inszenierung gegenüber den literarischen Werken“ und die „Einbeziehung des Zuschauers in das Bühnengeschehen“. Historischer Hintergrund seien der Bedeutungsverlust des Individuums in den schnell wachsenden Großstädten, die Massenerlebnisse in Krieg und Revolution gewesen.

„Vor diesem Hintergrund ereilt das Drama eine fundamentale Krise, denn seine Wesensmerkmale, wie individueller Konflikt, Dialog und in sich geschlossene Form, können die neuen Erfahrungen nicht mehr widerspiegeln.“

Das Avantgardetheater reagiere zudem auf die Zuspitzung der politischen Konflikte und beziehe Stellung. Man experimentierte mit Formen wie Brechts „Lehrtheater“, der politischen Revue, Agitprop, aggressiven Attacken auf das Publikum, Provokationen. Aus dem repräsentativen Theaterabend wurde das beunruhigende Ereignis, auf sehr unterschiedliche Weise rebellierte man gegen Traditionen und Institutionen, inszenierte Skandale, Aktionen, Massenveranstaltungen. Dada, Futuristen und andere Strömungen entwerfen Vorläufer von Happening und Performance. Walter Hinck weist darauf hin, dass schon vor Brecht und Piscator Wsewolod Emiljewitsch Meyerhold in Moskau nach der Oktoberrevolution Theaterexperimente unternommen habe, wie man sie später auch bei Brecht finde. Er habe den Vorhang entfernt, Filme projiziert und mit Maschinerie bewegliche Bühnen bauen lassen. Meyerhold begreift seine radikalen Reformen als Rückgriff auf das Gesamtkunstwerk der antiken Tragödie:

„Wenn das Theater die Abschaffung der Dekoration, die in einer Reihe mit dem Schauspieler steht, verlangt, wenn es die Rampe ablehnt, das Spiel des Schauspielers dem Rhythmus der Diktion und der plastischen Bewegung unterordnet, wenn es die Wiedergeburt des Tanzes und den Zuschauer zur aktiven Teilnahme an der Handlung heranzieht – führt nicht ein solches bedingtes Theater zur Wiedergeburt der Antike? Ja. Das antike Theater ist in seiner Architektur genau das Theater, das alles hat, was unser heutiger Zuschauer braucht.“

Das Konzept der Verfremdung findet seinen Vorläufer ebenfalls in der russischen Avantgarde. Die russischen Formalisten gingen davon aus, dass die durch Gewohnheit erstarrte poetische Sprache nur durch Irritation und Verfremdung wieder zum Leben erweckt werden könnten. Mit den Mitteln der Kunst wollten sie die „Automatisierung“ der Wahrnehmung durchbrechen. 1916 prägte Šklovskij den Begriff „ostranenie“ (остранение) oder Verfremdung. Kunst sollte Verfahren entwickeln, durch Irritation und Zerstörung des Vertrauten die Wirklichkeit wieder wahrnehmbar zu machen.
Auch Klaus Ziegler beobachtet für die Zeit um den Zweiten Weltkrieg die Abkehr verschiedener Autoren vom „Formtypus des neuzeitlichen Kunstdramas“ und einen Rückgriff auf deutlich ältere, erzählende Konzepte. Ulrich Weisstein betont den Einfluss Lion Feuchtwangers auf diese neue Mischung von Epik und Dramatik. Der „dramatische Roman Thomas Wendt“ (1918–1919) Feuchtwangers stelle nicht bloß ein Einzelschicksal dar, sondern ein „Weltbild“, wie es später auch Brecht angestrebt habe. Die Romanelemente sollten bei Feuchtwanger die Enge des Dramas überwinden, das Dramatische das Tempo erhöhen und Gefühle vermitteln. Die Wirkung von Feuchtwangers formalem Experiment war groß. So übernahm Alfons Paquet das Konzept des ‚dramatischen Romans‘ für sein Drama Fahnen (1923) und wählte den gleichen Untertitel. Feuchtwanger selbst gab an, dass der 20-jährige Brecht ihn während der Arbeit am „Dramatischen Roman“ besucht habe: „Diese Bezeichnung gab Brecht Stoff zum Nachdenken. Er fand, man müsse in der Verschmelzung des Dramatischen mit dem Epischen viel weiter gehen. Er machte immer neue Versuche, das „epische Theater“ zu schaffen.“ Gemeinsam bearbeiteten Feuchtwanger und Brecht 1923 Drama Leben Eduard des Zweiten von England von Christopher Marlowe für die Münchner Kammerspiele und entwickelten epische Grundstrukturen (z. B. Auflösung der Struktur und der Versform, Szenentitel, auf Desillusionierung gerichtete Regieanweisungen).
Brecht selbst nennt im Messingkauf zwei weitere Zeitgenossen, die seine Entwicklung wesentlich beeinflusst hätten. Er habe Frank Wedekind gesehen, dessen Stil von Kabarett und Bänkelsang geprägt gewesen sei und der eigene Liedkompositionen zur Gitarre vortrug. Sarah Bryant-Bertail sieht in Wedekind ein Idol des jungen Brechts, der wie andere Autoren seiner Generation durch Oktoberrevolution, Weltkrieg und die Weimarer Katastrophen radikalisiert gewesen sei. „Aber am meisten lernte er von dem Clown Valentin“, schreibt Brecht über sich in der dritten Person. Hans-Thies Lehmann zeigt, dass nicht nur Brecht vom Kabarett beeinflusst war: Einige der Elemente der Avantgardebewegung entstammten Formen der Kleinkunst und des Tingeltangels. Die Unabhängigkeit inhaltlicher Elemente knüpfe an das „Nummernprinzip“ von „Kabarett, Revue, Jahrmarkt und Zirkus“ an, die „Kultur der Songs, der politischen Bänkellieder und des Chansons“ inspirierten auch Piscator, Wedekind, Max Reinhardt und andere. Brecht entwickelt diese Bausteine für sein episches Theater systematisch, ist weniger Agitator als Piscator, setzt auf das Urteilsvermögen, „den Verstand (ratio) des Zuschauers“ und gibt keine Lösungen vor.

## Brechts episches Theater

### Theater und Gesellschaft
Das epische Theater soll nach Brecht gesellschaftliche und politische Veränderungen in Gang setzen. Die Demonstration gesellschaftlicher Widersprüche auf der Bühne soll Zuschauer aktivieren, Kritik am Schicksalsglauben und eine materialistische Haltung vermitteln. Das Theater soll vom Repräsentations- und Unterhaltungsinstrument für die Oberschicht zu einer kritischen Veranstaltung insbesondere für das Proletariat werden.

„Brechts theoretische Grundlegungen seines ‚epischen Theaters‘ richten sich nach Hinck auf eine Wirkungsästhetik (-poetik) strengsten Sinnes. Über die Wahl aller dramatischen und bühnenmäßigen Mittel, über das Wie der Gestaltung entscheidet das Ziel.“

Als Marxist verstand er seine Dramen als „Instrument der Aufklärung im Sinne einer revolutionären gesellschaftlichen Praxis“. Um aufzuklären, müsse beim Zuschauer ein Denkprozess ausgelöst werden. Dazu sollte er sich der Illusion des Theaters bewusst werden und dürfe sich nicht, wie in der klassischen Theatertheorie der aristotelischen Katharsis gefordert, von der Handlung gefangen nehmen lassen, mit dem Protagonisten Mitleid empfinden, das Geschehene als individuelles Schicksal empfinden und als solches hinnehmen. Er soll das Dargebotene vielmehr als Parabel auf allgemeine gesellschaftliche Verhältnisse sehen und sich fragen, wie etwas an den dargestellten Missständen verändert werden könnte. Brechts Dramentheorie ist eine politische Theorie, seine im Exil geschriebenen Stücke versteht er als Versuche für ein neuartiges Theater, das „Theater eines wissenschaftlichen Zeitalters“. Dieses Theater sollte die Ideologie der Herrschenden entlarven und ihre verborgenen Interessen aufdecken.
Brechts Stück Mutter Courage und ihre Kinder stellt die Ideologie der Mächtigen und der Kirchen bloß, es ginge im Dreißigjährigen Krieg um Religion, man kämpfe gottgefällig in einem „Glaubenskrieg“. Diese Ideologie wird auf verschiedene Weise entlarvt: durch Parodie oder Persiflage werden die hochtrabenden Worte in Frage gestellt, der protestantische Feldprediger erscheint als machtlose, scheinheilige Figur, die den Militärs absolut nichts zu sagen hat.
Brecht wollte ein analytisches Theater, das den Zuschauer zum distanzierten Nachdenken und Hinterfragen anregt. Zu diesem Zweck verfremdete und desillusionierte er das Spiel absichtlich, um es als Schauspiel gegenüber dem wirklichen Leben erkennbar zu machen. Schauspieler sollten analysieren und synthetisieren, d. h. von außen an eine Rolle herangehen, um dann ganz bewusst so zu handeln, wie es die Figur getan hätte. Das epische Theater Brechts steht damit im Gegensatz sowohl zur Lehre Stanislawskis als auch zur Lehre der methodischen Schauspielkunst des Stanislawski-Schülers Lee Strasberg, die größtmögliche Realitätsnähe anstrebten und vom Schauspieler verlangten, sich in die Rolle hineinzuversetzen.

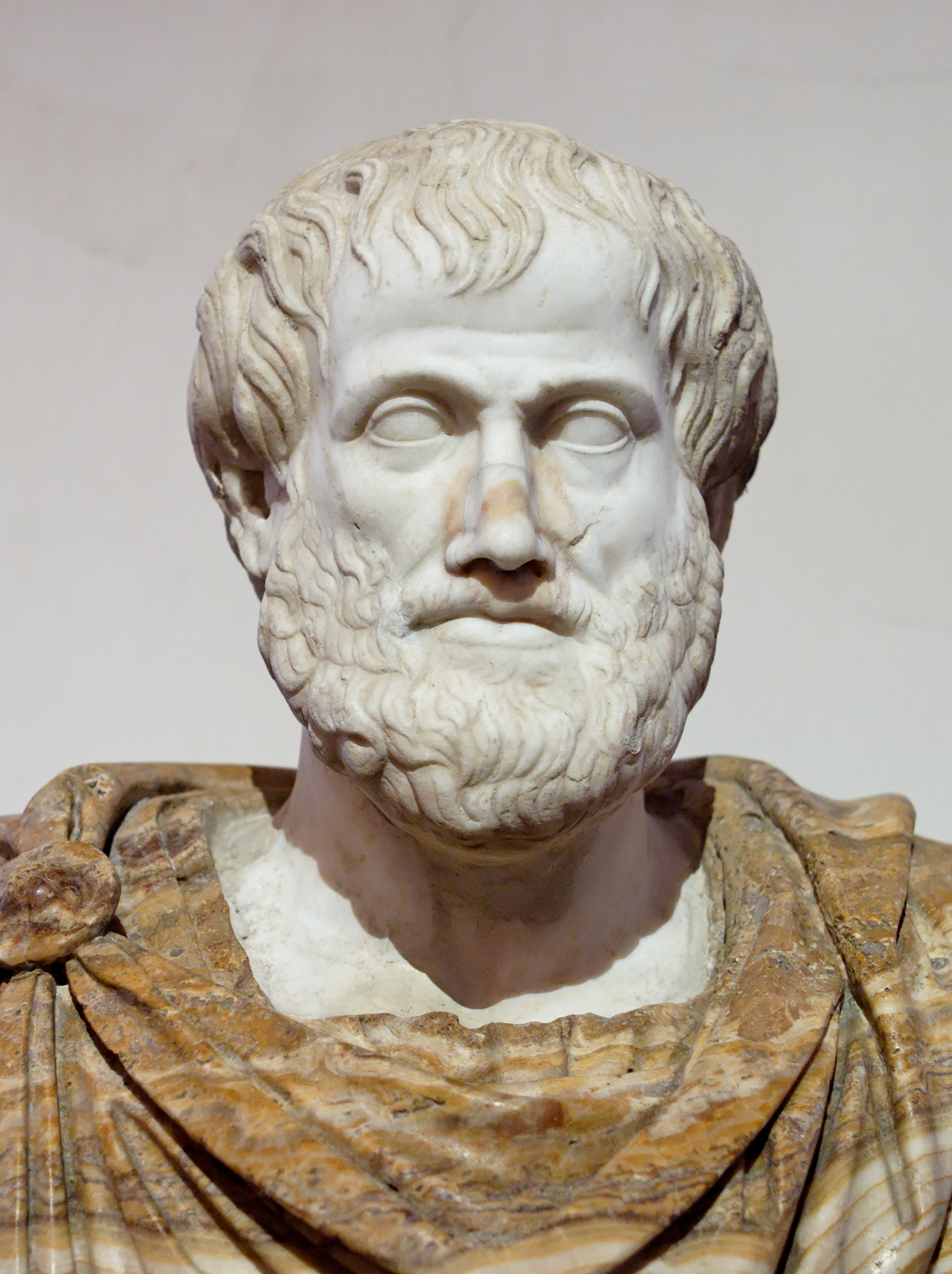
Aristoteles, dessen Poetik über Jahrhunderte die Dramatik beeinflusste

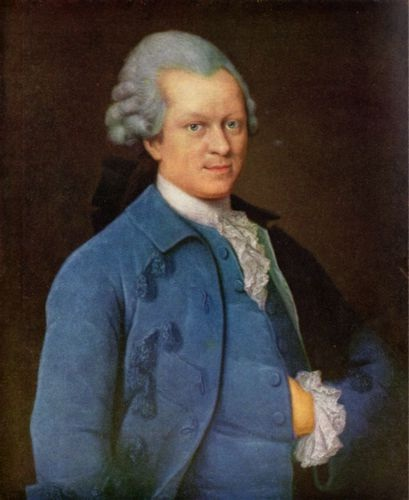
Gotthold Ephraim Lessing, dessen Hamburgische Dramaturgie (1767) prägend für die Adaption von Aristoteles für das deutsche Drama war.

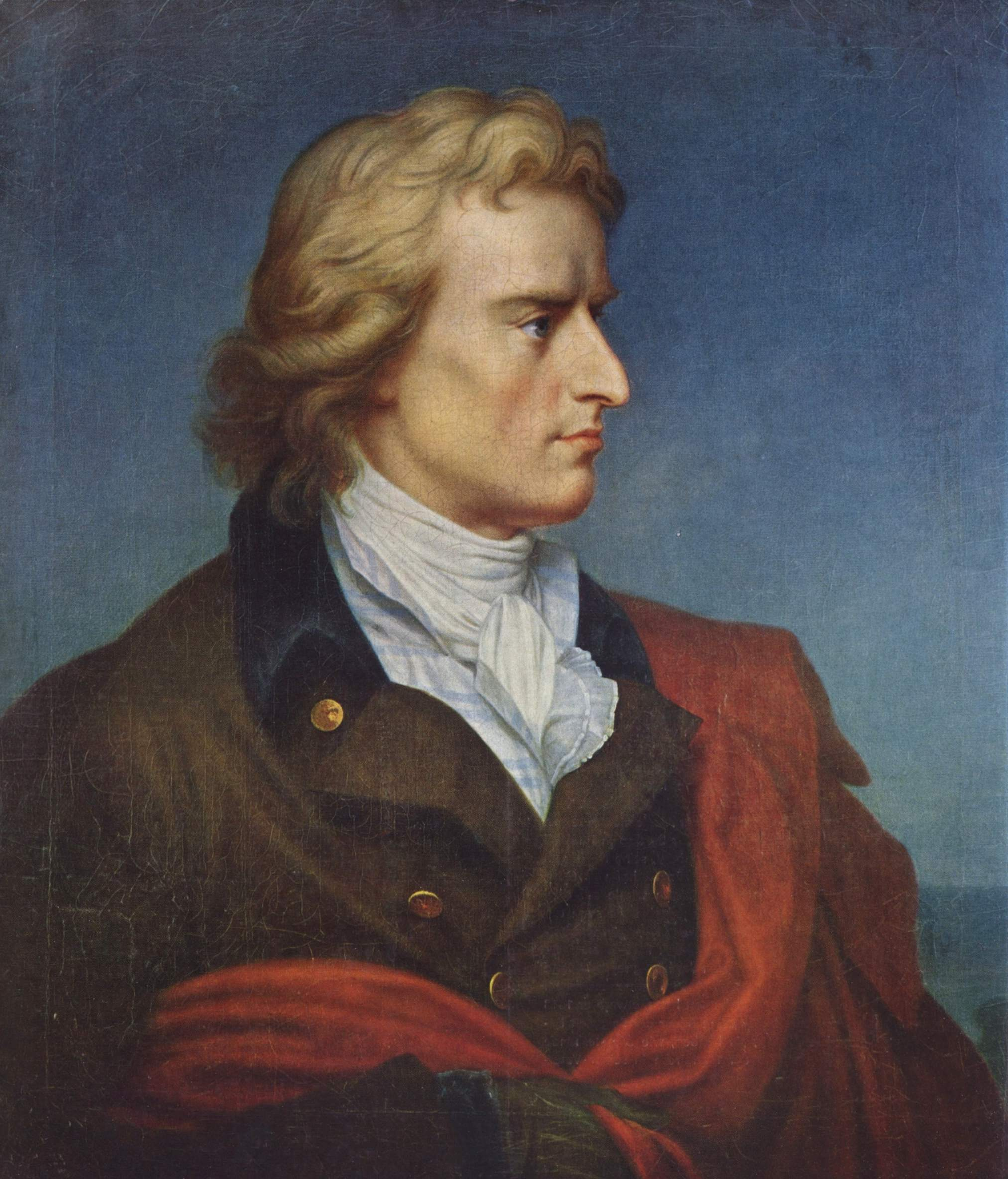
Friedrich Schiller, Die Schaubühne als eine moralische Anstalt betrachtet

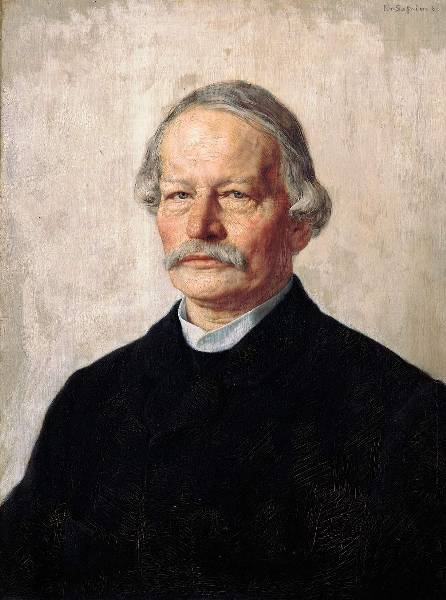
Gustav Freytag, dessen „Technik des Dramas“ (1863) die Dramentheorie des geschlossenen Dramas zusammenfasste

Einige Literaturwissenschaftler unterscheiden zwischen Brechts epischem Theaterkonzept und den Lehrstücken, die am Ende der Weimarer Zeit entstehen und die Laien zum Theaterspielen motivieren sollen und mit klassischen Theaterkonzepten und -institutionen ganz brechen. Hans-Thies Lehmann etwa erscheint „das epische Theater eher als der letzte großangelegte Versuch, das literarische Theater zu bewahren“. Gegenüber den wilden Theaterexperimenten der Zeit, die das klassisch literarische Theater ganz aufgeben, wie etwa Antonin Artauds Theater der Grausamkeit, halte Brecht an aristotelischen Lehrsätzen wie der zentralen Bedeutung der Fabel fest.

„Das politisch Lehrhafte in seinen Theaterstücken und das Vorherrschen des Sprachlichen trennen ihn von den Verfechtern des anti-literarischen Theaters; der Vergleich mit Mejerchol'd und Artaud, mit Futuristen, Konstruktivisten oder Surrealisten läßt sein Theater sonderbar klassisch erscheinen. … In einer europäischen Umgebung, wo wild mit den Grenzen des Theaters experimentiert wird, Übergänge zur Installation, zur kinetischen Plastik oder auch zur politischen Manifestation und zum Fest versucht werden, setzt Brecht auf die Ausnüchterung der Bühne, die kein Stimmungslicht kennt, die ‚Literarisierung‘ des Theaters und die Gelassenheit der Zuschauer. Er nennt das ‚Rauchtheater‘.“

### Vergleich: dramatisches Theater – episches Theater bei Brecht
Brechts Kritik an der klassischen Tragödie trifft zunächst die Grundkonstruktion der Fabel. Im Kleinen Organon für das Theater (1948) führt Brecht aus, dass der Konflikt des tragischen Helden mit den göttlich legitimierten Normen der Gesellschaft für das Individuum stets tragisch ende. Eine Änderung der Gesellschaft erscheine vor diesem Hintergrund als unmöglich, die Geschichte als blindes Schicksal. Entgegen diesem Grundkonstrukt will Brecht die gesellschaftlichen Verhältnisse als veränderbar zeigen, sie als Werk von Menschen entlarven. Erstes Mittel, die realen Interessen hinter den fest gefügten Normen der kapitalistischen Gesellschaft zu zeigen, ist für Brecht, den sozialen „Vorgängen den Stempel des Vertrauten zu entziehen“.
Seit 1933 arbeitete Brecht systematisch sein Konzept des epischen Theaters aus und entwickelt es in Texten und Inszenierungen weiter. Brecht verstand das epische Theater nicht als absoluten Gegensatz zum dramatischen Theater; es lägen „lediglich Akzentverschiebungen“ vor. Episches Theater soll erzählend sein, die Aktivität des Zuschauers wecken, ihn zu Entscheidungen führen und ihn dem Gezeigten gegenüberstellen. Nachahmung (Mimesis) und Identifikation sollen im epischen Theater vermieden werden. Vom Schauspieler verlangte Brecht ständige Reflexion. Der Darsteller sollte sich nicht wie in der traditionellen Theaterpraxis in die Rolle „einfühlen“, sondern sie und ihre Handlungen „zeigen“ und diese gleichzeitig bewerten. Eine wesentliche Methode ist dabei der Verfremdungseffekt, der eine Handlung durch unterbrechende Kommentare oder Lieder so modifiziert, dass der Zuschauer eine Distanz zum Stück und seinen Darstellern aufbauen kann. Auch Bühnenbild und Ausstattung können diese Distanz verstärken.
Diese distanzierte Ästhetik, die sich an Vernunft und Urteilsvermögen richtet, hat bei Brecht auch politische Hintergründe. Am Ende der Weimarer Republik sieht Brecht eine „Krise der Emotionen“, eine „rationalistische Wendung“ in der Dramatik. Der „Faschismus mit seiner grotesken Betonung des Emotionellen“ und „ein drohender Verfall“ der Vernunft auch „in der Ästhetik des Marxismus“ führte nach Brecht zu einer Betonung der Vernunft.
Der Literaturwissenschaftler Walter Hinck fasst den Gegensatz zwischen epischem Theater und dem von Lessing und der Weimarer Klassik geprägten „neuzeitlichen Kunstdrama“ begrifflich als Gegensatz von „offener“ und „geschlossener“ Dramaturgie. Der „Idealtypus“ des klassischen, geschlossenen Dramas erwecke in „Analogie zum Organismus […] den Anschein natürlichen Wachstums“. Jedes Ereignis folge logisch aus den vorherigen, die zeitliche Folge sei dadurch festgelegt. Dichter und Regisseur seien bei der Aufführung nicht mehr sichtbar, die Schauspieler gingen völlig in ihrer Rolle auf. Die Welt auf der Bühne erscheine als Realität, die Öffnung zum Publikum werde als „‚vierte‘ Wand“ betrachtet. Die „Illusionsbühne“ sei ihrer Struktur nach „ohne Bezug zur Alltagsrealität und zum Zuschauer“.
Die offene Form verzichte dagegen auf den Anschein von Realität, sie zeige mehr als die erfundene Welt der Bühne. „Das Drama enthüllt die Bedingungen seiner Existenz“. Dichter, Regisseur und Publikum können ins Bühnengeschehen aufgenommen werden, die Szenen entwickeln sich in loser Folge, nicht in strenger Verkettung von Ursache und Folge. Die „zum Zuschauer hin offene Bühne“ biete Möglichkeiten, die Welt des Dramas „als eine fiktive, als eine Welt des Scheins“ zu zeigen und ihre Grenzen zu überschreiten. Die Bühnenwelt erhält dadurch didaktische Möglichkeiten, sie kann als Gleichnis oder Gedankenexperiment betrachtet werden.
Das folgende Schema mit einigen „Gewichtsverschiebungen vom dramatischen zum epischen Theater“ wird in der von Brecht 1938 überarbeiteten Fassung aus den Anmerkungen zur Oper Aufstieg und Fall der Stadt Mahagonny wiedergegeben:
| Aristotelische Form des Theaters              | Epische Form des Theaters                      |
| --------------------------------------------- | ---------------------------------------------- |
| handelnd                                      | erzählend                                      |
| verwickelt den Zuschauer in eine Bühnenaktion | macht den Zuschauer zum Betrachter             |
| verbraucht seine Aktivität                    | weckt seine Aktivität                          |
| ermöglicht ihm Gefühle                        | erzwingt von ihm Entscheidungen                |
| Erlebnis                                      | Weltbild                                       |
| Der Zuschauer wird in etwas hineinversetzt    | er wird gegenübergesetzt                       |
| Suggestion                                    | Argument                                       |
| Die Empfindungen werden konserviert           | bis zu Erkenntnissen getrieben                 |
| Der Zuschauer steht mittendrin                | Der Zuschauer steht gegenüber                  |
| miterlebt                                     | studiert                                       |
| Der Mensch als bekannt vorausgesetzt          | Der Mensch ist Gegenstand der Untersuchung     |
| Der unveränderliche Mensch                    | Der veränderliche und verändernde Mensch       |
| Spannung auf den Ausgang                      | Spannung auf den Gang                          |
| Eine Szene für die andere                     | Jede Szene für sich                            |
| Wachstum                                      | Montage                                        |
| Geschehnisse linear                           | in Kurven                                      |
| evolutionäre Zwangsläufigkeit                 | Sprünge                                        |
| Der Mensch als Fixum                          | Der Mensch als Prozeß                          |
| Das Denken bestimmt das Sein                  | Das gesellschaftliche Sein bestimmt das Denken |
| Gefühl                                        | Ratio (Verstand, Vernunft)                     |
| Idealismus                                    | Materialismus                                  |

## Einzelaspekte von Brechts epischem Theater
Die Bausteine des epischen Theaters, die im Folgenden vorgestellt werden, sind als Repertoire zu verstehen, das Brecht auf immer neue Weise nutzt, variiert und weiterentwickelt.

### Erzähler auf der Bühne
Brechts Stück Der kaukasische Kreidekreis wird dem Publikum von einem auktorialen Erzähler präsentiert, der das Geschehen auf der Bühne kommentiert, Figuren vorstellt und ihre Gedanken kennt und durch eine Rahmenhandlung Distanz schafft. Der Erzähler beeinflusst die Interpretation des Geschehens und schafft nach Knopf eine zweite Handlungsebene.

„Die Gestaltung des ‚auktorialen Erzählers‘ auf der Bühne … ist das weitgehendste epische Mittel, da es die dramatische Handlung wie beim Moritatensänger als ‚bebilderte Erzählung‘ aufhebt, wobei die Trennung von Erzähler und Erzählgegenstand betont wird (andere Sprache, andere Haltung, der Erzähler als Sänger). Durch den Erzähler kann die zeitliche Kontinuität […] aufgehoben werden: dieser verfügt über den Ablauf der Handlung und kann sie (wie im Film) neu zusammenstellen, sie ‚schneiden‘. In Bezug auf das Publikum kann der Erzähler die Handlung dem Zuschauer direkt (mit Aufforderung, sie in bestimmter Weise zur Kenntnis zu nehmen) konfrontieren.“

Walter Hinck zeigt auf, dass durch den Erzähler Spannungen und Brüche in der Dramaturgie entstehen. Anders als im Roman sei der Erzähler von seinem Erzählgegenstand, dem szenischen Spiel, deutlich unterschieden. Diesen Abstand markiere Brecht sowohl sprachlich als auch durch die Anordnung auf der Bühne. Brecht platzierte Musiker und Sänger in seiner Inszenierung des Kaukasischen Kreidekreises in einer Loge zwischen Publikum und Bühne, für Hinck „der ‚ideale‘ Ort […] im Schnittpunkt von Bühne und Zuschauerraum“.
Typischer für Brechts Verwendung eines Erzählers auf der Bühne ist das zeitweilige Heraustreten eines der Darsteller aus seiner Rolle. Der Schauspieler wendet sich etwa an das Publikum und kommentiert die Ereignisse oder singt ein Lied vor dem Vorhang. Durch solche Brüche erzeugt Brecht Distanz zum Geschehen, rafft die Handlung oder deklariert sie zum bloßen Spiel. Im Guten Menschen von Sezuan etwa schlüpft die Darstellerin der Frau Yang im 8. Bild in die Rolle des Erzählers.

„Frau Yang (zum Publikum): Ich muß Ihnen berichten, wie mein Sohn Sun durch die Weisheit und Strenge des allgemein geachteten Herrn Shui Ta aus einem verkommenen Menschen in einen nützlichen verwandelt wurde […].“

Das szenische Spiel zeigt nun diese Entwicklung und blendet dabei 3 Monate zurück. Dadurch „bestehen […] auf der Bühne nach Hinck zwei Zeitdimensionen: die des Szenischen und die des Berichterstatters. Die Bühne bekommt der temporalen Struktur nach Simultanbühnencharakter.“ Aber auch räumlich teilt sich die Bühne in den Raum des szenischen Spiels und den Standort der kommentierenden Frau Yang, der nicht zum Geschehen gehört. Nach Walter Hinck erscheint in diesem Gegeneinander von epischen Kommentaren und der Darstellung der Schauspieler die Rolle des Erzählers „als der eigentlich authentische, objektive der beiden Pole“. Das Spiel erscheint als Demonstration vergangener Ereignisse, die der Erzähler schon lange kennt. Dadurch, dass der Erzähler das Spiel dirigiert und nacheinander verschiedene Ereignisse aus der Vergangenheit ‚aufrufen‘ kann, wird die strenge zeitliche Ordnung des Dramas aufgehoben, die Szenen werden austauschbar.
Die Publikumsansprachen sind bei Brecht unterschiedlich stark an die Handlung gebunden. Sie können die Handlung voranbringen, anhalten oder sich ganz von der Handlung lösen und sich auf die Realität des Publikums beziehen. Dabei thematisieren die Sprecher regelmäßig soziale und wirtschaftliche Probleme.

### Rollendistanz der Schauspieler

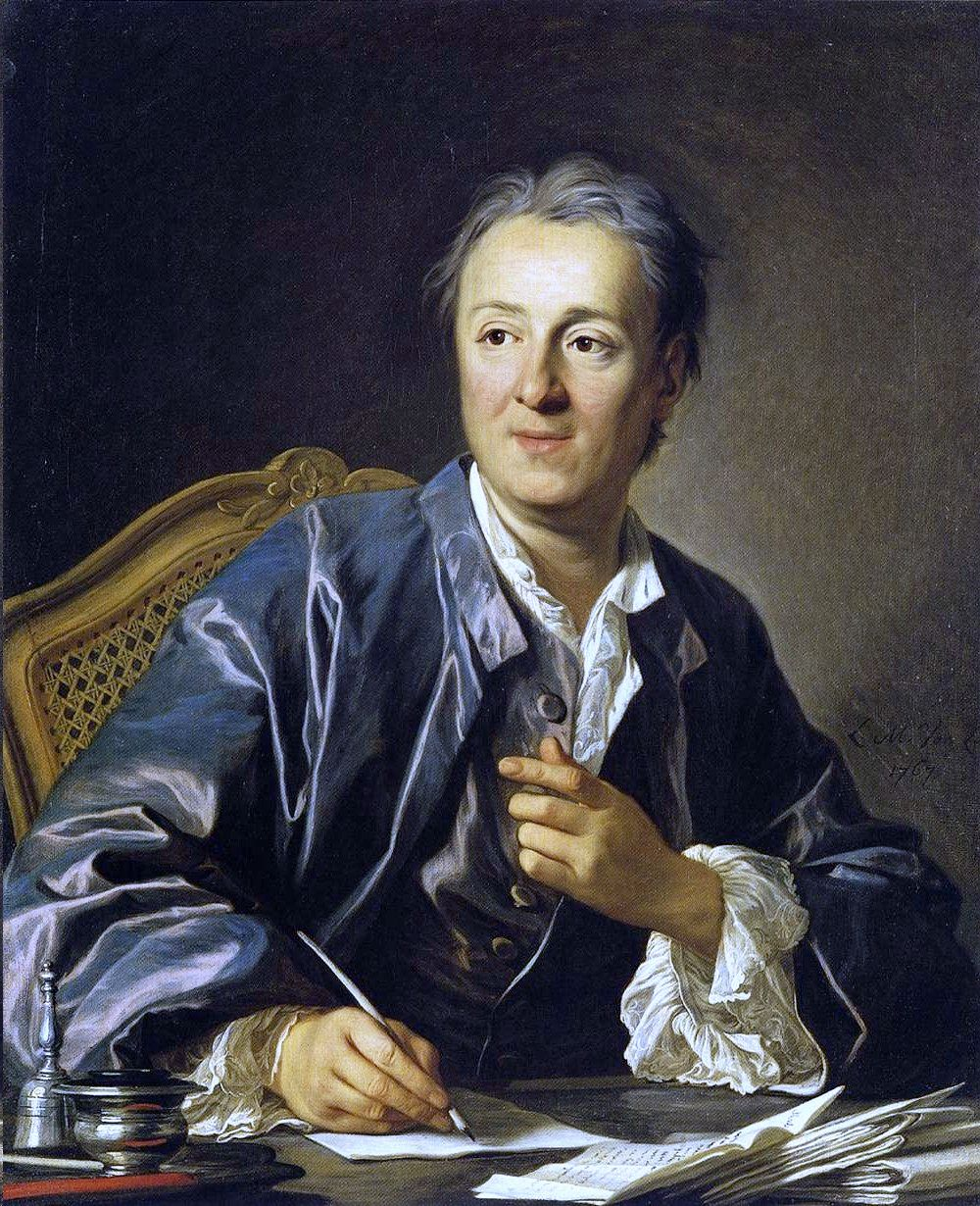
Bereits Denis Diderot forderte in seiner Schrift Paradoxon über den Schauspieler reflektiertes Spiel

Brechts Vorstellung vom distanzierten Spiel hat in Denis Diderot einen prominenten Vorläufer. Der Aufklärer forderte in seiner Schrift Paradoxon über den Schauspieler Manfred Wekwerth zufolge einen reflektierten Aufbau der Rolle und den Verzicht auf Einfühlung.

„Dem Anliegen der Aufklärung folgend, reichte Diderot auch auf dem Theater das bloße Nachahmen der Natur und ihrer Empfindungen nicht aus, um vom – wie er schreibt – ‚empfindenden zum denkenden Menschen‘ zu kommen. Für Diderot führt nicht das eigene Leiden des Schauspielers auf der Bühne zu großen Gefühlen, sondern inwieweit er in der Lage ist, ‚mit kühlem Kopf und ausgezeichneter Urteilskraft‘ große Gefühle nachzuahmen, die er an Menschen beobachtet hat. Und je weniger er sie auf der Bühne teilt, um so wirksamer werden sie. Ja, Diderot empfiehlt, um ‚den kühlen Kopf und die ausgezeichnete Urteilskraft‘ zu behalten, sogar die entgegengesetzten Gefühle zu entwickeln: in einer Liebesszene also auch die der Abneigung, in einer pathetischen Szene deren prosaisches Gegenteil.“

Kernpunkt der brechtschen Vorstellung vom Schauspieler ist die Abkehr von der vollkommenen Identifikation mit der Rolle. Insofern ist der russische Regisseur Stanislawski mit seinem naturalistischen Konzept der perfekten Illusion, die der Darsteller erzeugen solle, die Gegenfigur zu Brechts Konzept des distanzierten Spiels. Stanislawski perfektionierte die Technik der perfekten Nachahmung, bis ins Detail sollte der Darsteller durch Einfühlung das wirkliche Leben auf der Bühne zeigen. Dadurch wollte er auch dem Zuschauer die vollständige Einfühlung ermöglichen. Brecht hält dieses Konzept für völlig ungeeignet, die komplexe Realität der modernen Gesellschaft zu zeigen und zu verstehen. Um einen kritischen Abstand zu den Figuren auf der Bühne herzustellen, „verfremdete“ Brecht ihre Darstellung durch distanziertes Spiel oder irritierende Details.
Käthe Rülicke-Weiler zeigt, dass die „Verfremdung“ der Figuren bereits bei der Besetzung der Rolle beginnen kann. Brecht ließ junge Schauspieler alte Leute spielen, etwa die junge Angelika Hurwicz in Die Gewehre der Frau Carrar die alte Frau Perez. Andere Möglichkeiten der Irritation bei der Besetzung nutzte Brecht, indem er in Furcht und Elend des Dritten Reiches den SA-Mann von einem besonders sympathisch wirkenden Schauspieler besetzte. „Die Gemeinheit der Handlung wurde damit nicht aus dem ‚Charakter‘ erklärt, sondern mit der faschistischen Ideologie.“ In der Aufführung von Brechts Antigone in der Schweiz 1948 spielte die 47-jährige Helene Weigel das Mädchen Antigone, sowohl ihr Verlobter Haimon als auch der König Kreon waren mit deutlich jüngeren Schauspielern besetzt.

#### Regietechniken
Um die Rollendistanz, eine „Unterkühlung des Spiels“, bei den Schauspielern zu fördern, entwickelt Brecht Regietechniken, die den Darstellern bewusst machen, dass sie die Bühnenfigur aus einem inneren Abstand zeigen und sich nicht völlig mit ihr identifizieren sollen. Der Schauspieler „zeigt seine Rolle nur vor“. Ein einfaches Mittel beschreibt Brecht in Bezug auf die Proben zur Mutter Courage:

„Erst in der elften Szene schalte ich für zehn Minuten episches Probieren ein. Gerda Müller und Dunskus als Bauersleute beschließen, daß sie gegen die Katholischen nichts tun können. Ich lasse sie jeweils hinzufügen ‚sagte der Mann‘, ‚sagte die Frau‘. Plötzlich wurde die Szene klar, und die Müller entdeckte eine realistische Haltung.“

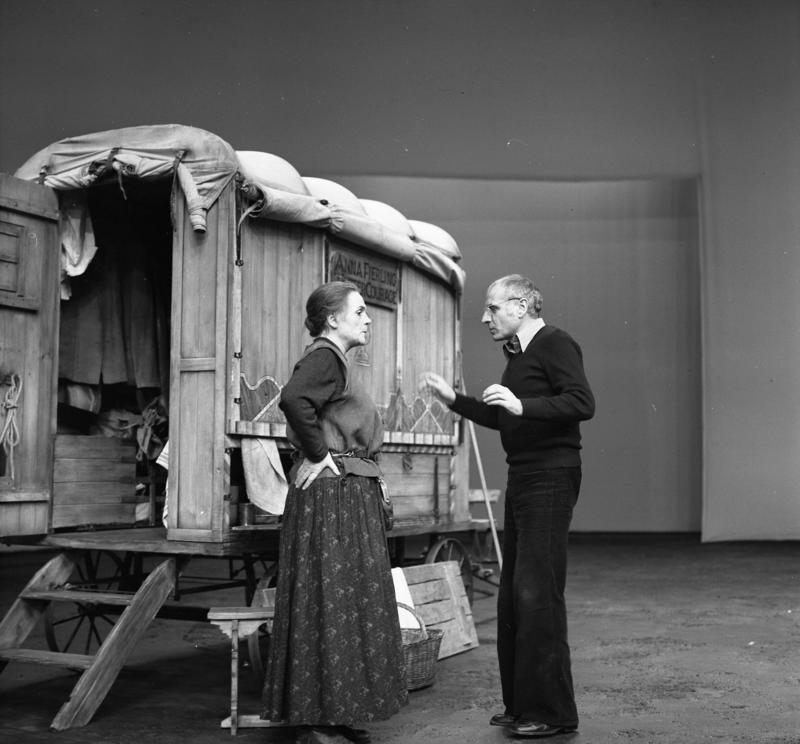
Proben zu Mutter Courage mit Gisela May und Manfred Wekwerth im Berliner Ensemble, 1978

Andere Mittel zur Erzeugung von Rollendistanz sind die „Überführung in die dritte Person“, die Verlegung der aktuell dargestellten Ereignisse in die Vergangenheit oder das Mitsprechen von Regieanweisungen. Ein weiterer Übungsvorschlag Brechts zum distanzierten Spiel ist die Übertragung klassischer Stoffe in ein anderes Milieu. Aus dem 3. Akt von Schillers Maria Stuart soll etwa der „Streit der Fischweiber“ werden. Auch ein Rollentausch zwischen den Schauspielern bei den Proben, etwa zwischen Herrn und Knecht, ist ein Mittel, die Bedeutung der sozialen Stellung der Figur zu vermitteln. „Der Darsteller hat nicht nur und nicht so sehr seine Figur zu verkörpern, sondern auch und vor allem ihr Verhältnis zu anderen Figuren.“

„Brechts Schauspieler soll sich nicht in die dargestellte Figur vollkommen ‚verwandeln‘, sie ‚sein‘; er soll vielmehr dem Zuschauer deutlich machen, daß er einen Text, den er auswendig zu lernen hatte, ‚zitiert‘, wie er – im übertragenen Sinn – auch die Figur, das heißt: ihr Verhalten und ihre Handlungen, zitiert, indem er seinen Körper, seinen Ausdruck etc. entsprechend zeigt.“

Brecht erläutert seine Vorstellung von Rollendistanz an einer Straßenszene: „der Augenzeuge eines Verkehrsunfalls demonstriert einer Menschenansammlung, wie das Unglück passierte“. Hier gehe es um das Zeigen eines Sachverhalts, die Illusion der Realität sei nicht gefordert, das Spiel habe den „Charakter der Wiederholung“. Analog dazu sei beispielhaft das Vorspielen einer erwarteten Haltung durch den Regisseur bei der Probe oder das Zeigen einer Rolle, wenn ein Schauspieler einem anderen etwas demonstriert.
In den Vorspielen zum Kaukasischen Kreidekreis und zur Parabel Die Rundköpfe und die Spitzköpfe ziehen die Darsteller wie in weltlichen Spielen des Mittelalters zunächst auf die Bühne und übernehmen erst dort ihre Rollen, um den Spielcharakter der Vorstellung zu verdeutlichen.

#### Der „Gestus“ als Ausdruck einer sozialen Stellung
Für die Rollendistanz der Schauspieler, das Zeigen einer Figur, ohne völlig darin aufzugehen, ist die „Gestik“ (Brecht spricht auch vom „Gestus“) von zentraler Bedeutung. Brecht arbeitete als Regisseur intensiv am körperlichen Ausdruck geistiger und sozialer Haltungen. Sein Konzept ähnelt dabei dem Habitus-Begriff in der modernen Soziologie: Das verinnerlichte Verhalten einer Person, ihre Gestik, die Sprache, die Kleidung, der Geschmack, die Art des Handelns und Denkens, deuten ihren Rang und Status in der Gesellschaft an. Brechts Definition des „Gestus“ hebt die soziale Funktion hervor:

„Unter einem Gestus sei verstanden ein Komplex von Gesten, Mimik und (für gewöhnlich) Aussagen, welchen ein oder mehrere Menschen zu einem oder mehreren Menschen richten.“

Bei Proben achtete Brecht sehr genau auf Details, Disziplin und zurückhaltendes Spiel: Helene Weigel als trauernde Mutter in der Courage steht vor ihrer erschossenen Tochter Kattrin und singt ihr ein Wiegenlied, als schlafe sie nur. Schließlich übergibt sie den umstehenden Bauern Geld für die Beerdigung, zögert einen Augenblick und legt dann eine Münze ins Portemonnaie zurück. Die einfache Geste zeigt dem Publikum den Charakter der Courage: Selbst angesichts des Todes ihres Kindes bleibt sie Geschäftsfrau und ändert sich nicht. Dieses „leise Spiel“ der Weigel, ihre zurückhaltende, „asiatische Körpersprache“ erzeugte einen „hypergenauen sozialen Ausdruck“, gleichzeitig aber auch etwas Universelles, das bei Tourneen auch in Ländern erfasst wurde, in denen das Publikum kein Deutsch verstand. Auch in anderen Stücken entwickeln Brecht und die Darsteller einfache, wiederholt gezeigte Gesten, die Personen und ihr Sozialverhalten charakterisieren, etwa die ausgestreckte Hand des korrupten Richters Azdak im Kaukasischen Kreidekreis.
Diese einfache und klare Gestik darf aber nicht Brechts „Betonung des Artistischen, Tänzerischen und gelegentlich Maskenhaften“ verdecken.
Brecht verallgemeinerte den Begriff Gestik von der Körpersprache auf andere Bereiche der Darstellung. Musik, Sprache und Text sind „gestisch“, wenn sie gezielt soziale Beziehungen zwischen Menschen zeigen.

#### Typisierung der Figuren

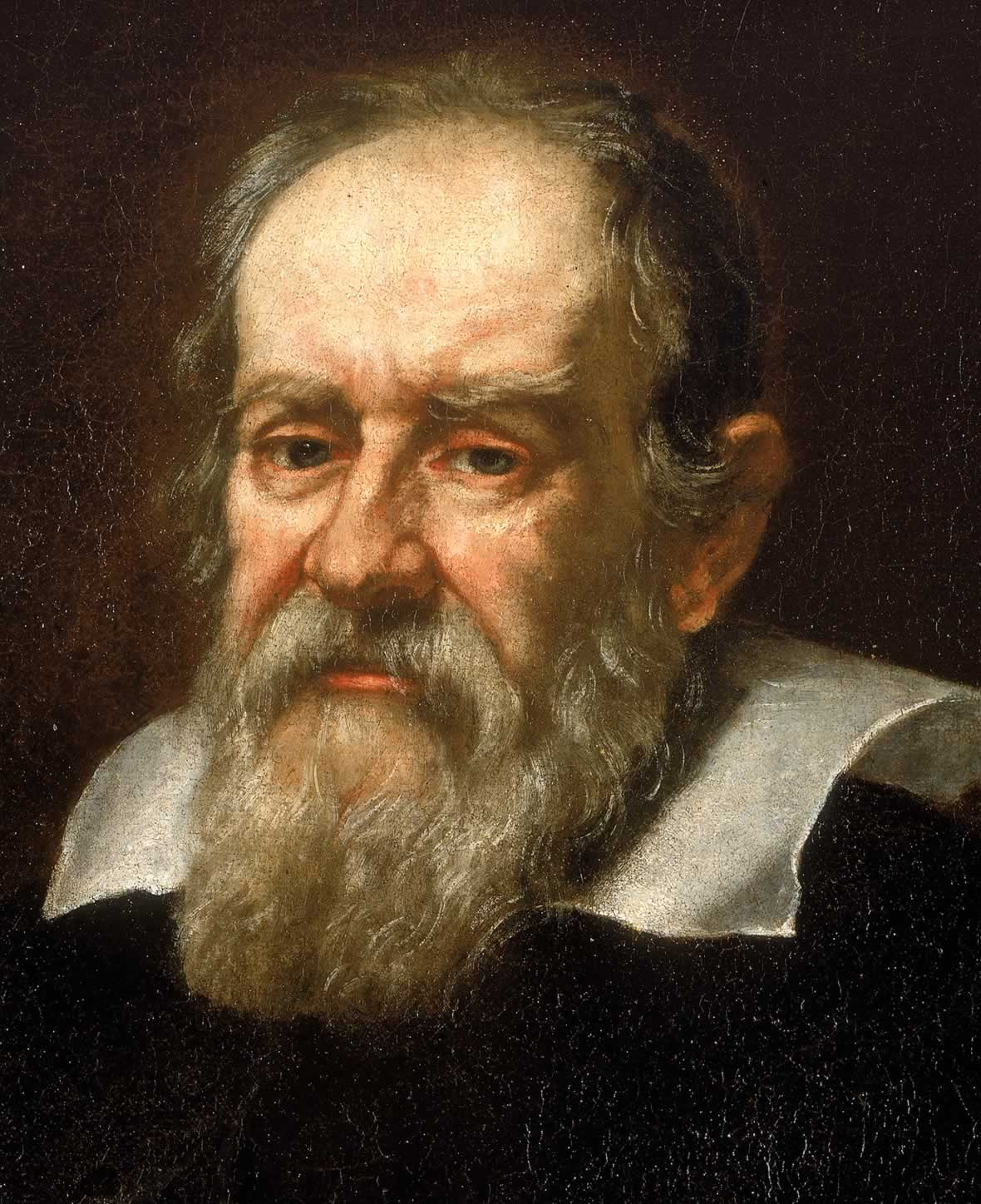
Galileo Galilei – Porträt von Justus Sustermans, 1636

Walter Hinck zeigt, wie Brechts Protagonisten ihre Kompromisse machen, der brave Soldat Schwejk ebenso wie Shen Te in Der gute Mensch von Sezuan oder Galileo Galilei. Brecht vermeide gezielt das Tragische. Walter Benjamin spricht von Brechts untragischen Helden. Sarah Bryant-Bertail beschreibt das Grundkonstrukt der Abkehr vom Tragischen:

„Das epische Theater demystifiziert das Konzept, dass es wesentlich für die menschliche Natur sei, ein unausweichliches Schicksal zu durchleben, indem es zeigt, dass beides, menschliche Natur und das Schicksal, historische und insofern veränderbare Konstrukte sind.“

Brecht reduzierte seine Figuren, weil der Mensch für ihn Schnittpunkt gesellschaftlicher Kräfte ist, nicht starkes Individuum, in dessen Verhalten sein Charakter zum Ausdruck kommt. Brecht stellt seine Figuren nicht als einzelne vor eine Entscheidung, sondern nach Möglichkeit in sozialen Kontexten. Es geht ihm wesentlich um gesellschaftliche Prozesse, weniger um die Psyche seiner Figuren. Dabei lässt er den Figuren das Leben, durch List und Kompromisse schlagen sie sich meist durch. Auf der Bühne schaffen sie meist keine Veränderung, die Mutter Courage lernt nichts. Die Stücke sind jedoch so angelegt, dass der Zuschauer verstehen soll, welche Alternativen es gibt, welche Fehler die Figuren auf der Bühne machen.
Die Figuren Brechts erfordern also vom Schauspieler die Darstellung ihrer „Modellhaftigkeit“, die Vermittlung des Exemplarischen. Aus der Distanz kann er für oder gegen seine Figur Partei ergreifen und diese Parteinahme dem Publikum vorführen, damit es sich ein Urteil bilden kann. So nimmt der Schauspieler eine „Vermittlerstelle“ zwischen Spiel auf der Bühne und dem Zuschauer ein.

#### Spielräume für Schauspieler
Trotz der Typisierung der Figuren will Brecht vielschichtige „Menschen“ auf die Bühne stellen, „die Ahnungen, Erwartungen, Sympathien, die wir Leuten in der Wirklichkeit entgegenbringen,“ ermöglichen. John Fuegi zeigt am Beispiel der Proben zum kaukasischen Kreidekreis, wie Brecht systematisch die Widersprüche seiner Figuren herausgearbeitet habe. Wenn in einer Probe die Selbstlosigkeit der Magd Grusche erarbeitet worden sei, habe bei der Fortsetzung ein negativer Aspekt ihrer Persönlichkeit im Mittelpunkt des Interesses gestanden, immer mit dem Ziel der „Anlage einer vielschichtigen Person“. Der Weg dazu sei nach Brecht „die bewußte Anwendung des Widerspruchs.“ Nur Figuren, die auch überraschen können, hält Brecht für geeignet, ein kritisches Denken der Zuschauer zu ermöglichen.

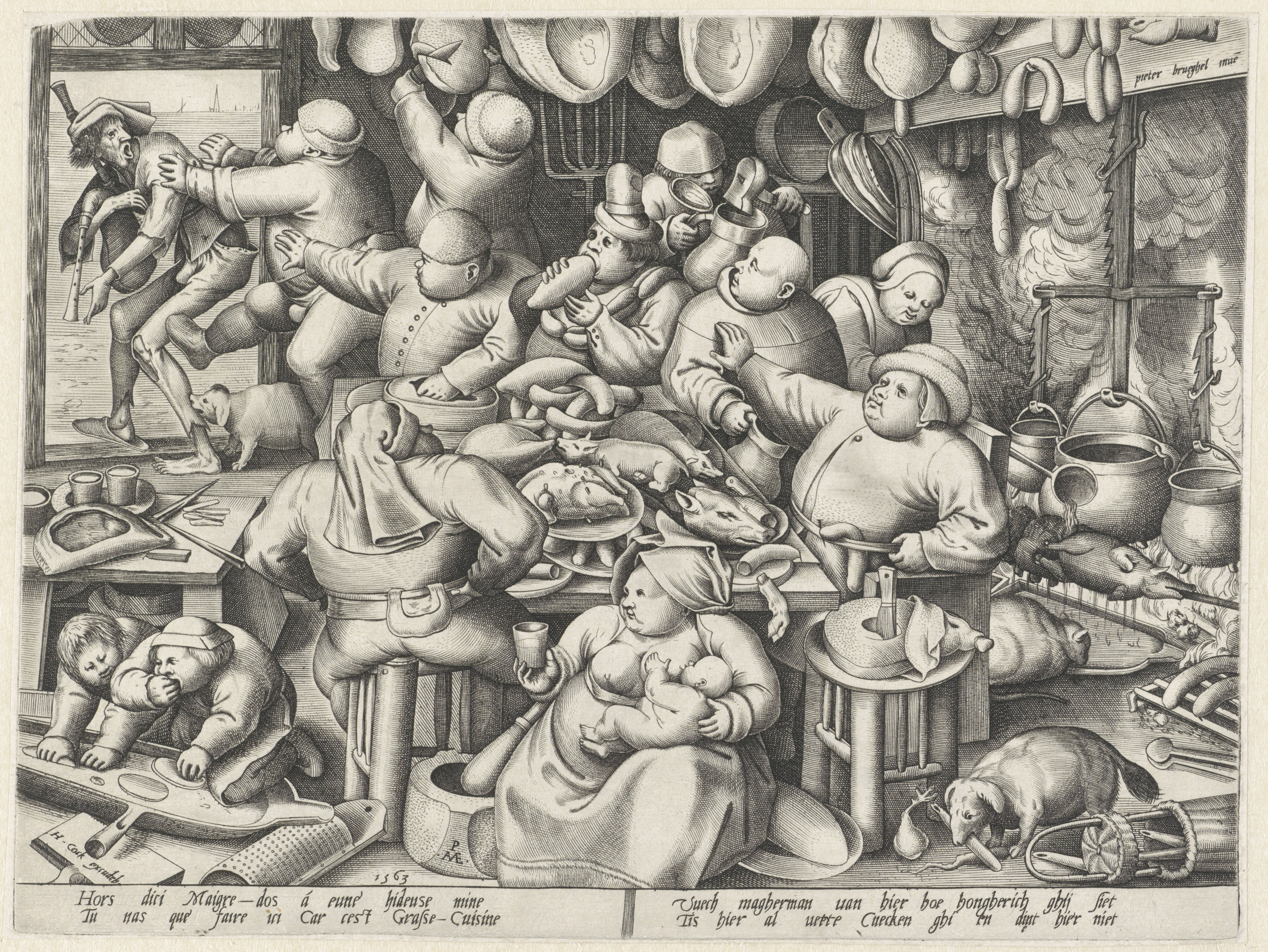
Die fette Küche; Vorbild für Brechts Arrangements: die soziale Ordnung auf Gemälden Pieter Breughels d. Ä.

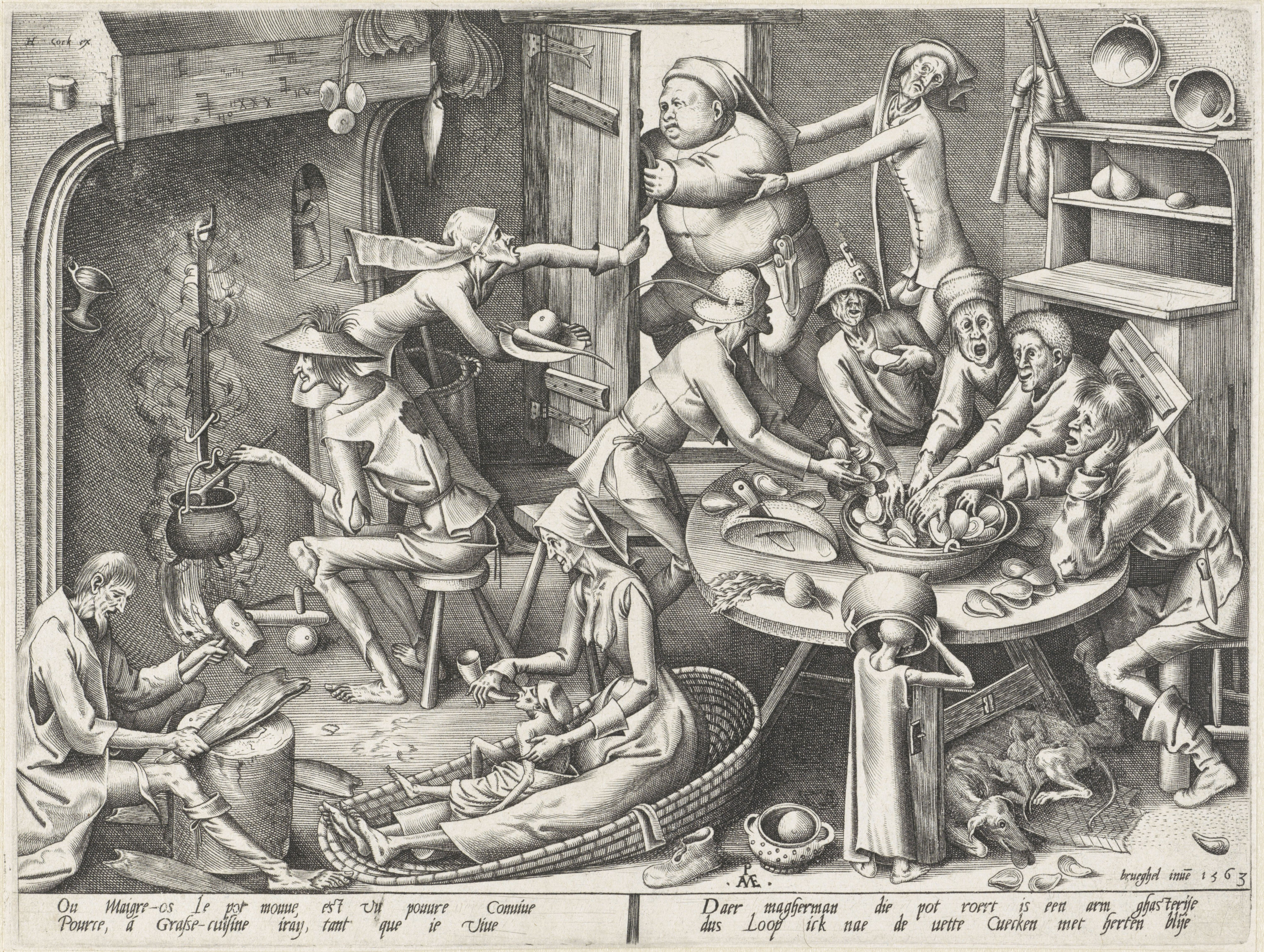
Der soziale Gegensatz: Die magere Küche

Zur Komplexität der Figuren gehört auch, dass der Schauspieler sie so zeigen soll, dass sie trotz aller Zwänge auch anders handeln könnten. Brecht hielt es weiterhin für akzeptabel, wenn die Schauspieler aus der Rolle fallen und ihre Gefühle zur Figur zeigten. Wut der Darstellerin über das Verhalten der Courage oder Trauer über die Bäurin, die sich von ihrem Sohn lossagt, der längst gefallen ist, dienten der „Zerreißung der Illusion“, Improvisationen und Extempores der Schauspieler seien in diesem Sinne erwünscht. Angestrebt ist eine Überdeterminierung, wie sie Sigmund Freud beschrieben hat, „das Sichüberschneiden“ des eigenen Gesichts des Schauspielers mit dem der Figur. Dabei soll die Rolle langsam und mit einer gewissen „Leichtigkeit“ entwickelt werden.
Zur Gestaltung des Spielraums gehört für Brecht ganz wesentlich das Arrangement der Figuren auf der Bühne, die minutiöse Planung von Gruppierungen und Gängen. In der Stellung der Figuren zueinander sollen ihre sozialen Beziehungen deutlich werden.

„Brecht ging […] gern auf das Vorbild Brueghels zurück, dessen Gruppierungen sozial bestimmt sind. Es sei an ‚Die fette Küche‘ und ‚Die magere Küche‘ erinnert, die nicht nur – einander widersprechend – gegenübergestellt sind, sondern von denen jedes Blatt seinen eigenen Widerspruch enthält: Aus der vollgestopften Küche der Fettwänste wird ein dürrer Armer hinausgeworfen, in die dürre Küche (deren Möbel und Geräte dürr sind wie die Menschen) soll ein Fettwanst, der sich anscheinend in der Tür geirrt hat, hineingezogen werden.“

Die Anordnung der Gänge und Gruppierungen entwickelt Brecht aus der inhaltlichen Aussage, nicht aus abstrakten ästhetischen Überlegungen. Wie stehen die Figuren zueinander? Welche sozialen Gegensätze werden deutlich? Wer geht auf jemanden zu? Wer wendet sich ab?

„Ob die Interessen der handelnden Figuren einander widersprechen oder ob sie übereinstimmen, wird im Arrangement durch ihr Auseinander- oder Zueinandergehen ausgesagt.“

Käthe Rülicke-Weiler erläutert dies an verschiedenen Beispielen: In der ersten Szene der Mutter Courage versucht der Feldwebel die Mutter abzulenken, indem er eine Schnalle kauft. In dieser Zeit will der Werber den Sohn für das Militär verpflichten. Die Mutter gehe zum Feldwebel und wende sich dabei von ihrem Sohn ab und verliere ihn dadurch. Brecht schreibt über den ersten Akt des Coriolan: „Wie nehmen die Plebejer die Nachricht vom Kriegsgeschehen auf? – Begrüßen sie die neuen Tribunen? Drängen sie sich um sie? Bekommen sie von ihnen die Weisung? Ändert sich ihre Haltung zu Marcius? Wenn die Fragen gestellt und beantwortet sind und alles herauskommt auf der Bühne, sind die hauptsächlichen Verfremdungen gesetzt.“

### Das Publikum
Walter Benjamin beginnt seine Definition des epischen Theaters (1939) mit der veränderten Rolle des Zuschauers. Wie der entspannt auf dem Sofa liegende Romanleser solle er den Ereignissen auf der Bühne folgen. Anders als der Romanleser trete das Publikum jedoch als „Kollektiv“ auf, das sich „zu prompter Stellungnahme veranlaßt“ sehe. Weiterhin richte sich Brechts Drama auch an „die Massen“, an „Interessenten, die ohne Grund nicht denken“. Für diese Zuschauer müssten die Vorgänge auf der Bühne „durchsichtig“ und „aus der Erfahrung des Publikums […] zu kontrollieren sein“.
Ein Mittel, das Publikum zur Beurteilung des Bühnengeschehens zu bewegen, waren für Brecht Gerichtsszenen, die sich in sehr vielen seiner Stücke finden. Der Zuschauer wird hier in die Rolle des Gerichtspublikums versetzt, das sich ein Urteil über den verhandelten Fall bildet. Das Geschehen auf der Bühne wird als „Rechtsfall zur Entscheidung gestellt“.
Brechts Regiearbeit schloss durch öffentliche Proben des Berliner Ensembles von Anfang an das Publikum ein. Dabei sah er das Publikum nicht als homogene Masse, sondern erkannte die verschiedenen Interessen und Positionen der Theaterbesucher. Die Ansprachen an das Publikum sollten die Gegensätze im Publikum nicht ausgleichen, sondern eher verstärken. Die Darsteller sollten den „Kontakt zu den fortschrittlichen Teilen des Publikums“ suchen.
Brechts Dramatik versucht nicht, die Zuschauer formal ins Bühnengeschehen einzubinden, sondern will sie gedanklich, als Beurteilende aktivieren. Der Zuschauer wird der Illusion beraubt und gewinnt dadurch die Fähigkeit, die Theaterereignisse auf seine Realität zu beziehen. Das Illusionstheater, lässt Brecht den „Philosophen“ im „Messingkauf“ sagen, fesselt den Zuschauer so, dass kein Platz für lustvollen Zweifel bleibt. Zudem seien die neuen Fragen der Zeit nicht mehr durch „Einfühlung“ zu beantworten. Die Gesellschaft sei zu komplex, um das Zusammenleben der Menschen durch eine perfekte Imitation der Gefühle eines Individuums und ihrer unmittelbaren Ursachen zu begreifen.

### Prologe und Epiloge
Prolog und Epilog sind weitere erzählende Elemente, die Brecht auf verschiedene Weise einsetzt und die „zunächst ähnliche Funktion wie Titel, Zwischentitel oder Erzähler übernehmen“. In Der gute Mensch von Sezuan wird im „Vorspiel“ deutlich, dass die Götter ihren Besuch auf der Erde als Experiment verstehen: „die Welt kann bleiben, wie sie ist, wenn genügend gute Menschen gefunden werden, die ein menschenwürdiges Dasein leben können.“ Der Prolog von Herr Puntila und sein Knecht Matti, gesprochen von einer der Darstellerinnen, stellt dem Publikum Charakter und Intention der Inszenierung vor:
„Geehrtes Publikum, die Zeit ist trist.
Klug, wer besorgt, und dumm, wer sorglos ist!
Doch ist nicht überm Berg, wer nicht mehr lacht
Drum haben wir ein komisches Spiel gemacht.
…
Wir zeigen nämlich heute abend hier
Euch ein gewisses vorzeitliches Tier
Estatium possessor, auf deutsch Gutsbesitzer genannt
Welches Tier, als sehr verfressen und ganz unnützlich bekannt …“

### Verfremdungseffekt
Die Verfremdungseffekte, kurz „V-Effekte“, werden angewandt, um den Zuschauer der Illusion des Theaters zu berauben. V-Effekte sollen der Auslöser für die Reflexion des Zuschauers über das Dargestellte sein. Nur über das Verfremdete, dem Zuschauer Unbekannte und merkwürdig Erscheinende, denkt dieser intensiver nach, ohne es hinzunehmen. Erst wenn das Bekannte und Alltägliche – wie beispielsweise gesellschaftliche Verhältnisse – in einem neuen, ungewohnten Zusammenhang erscheint, beginnt der Zuschauer mit einem Denkprozess, der in einem tieferen Verständnis dieses eigentlich längst bekannten Sachverhalts mündet. Dies kann sich beispielsweise in einer Historisierung der Personen oder Ereignisse niederschlagen:

„Einen Vorgang oder einen Charakter verfremden heißt zunächst einfach, dem Vorgang oder dem Charakter das Selbstverständliche, Einleuchtende zu nehmen und über ihn Staunen und Neugier zu erzeugen […] Verfremden heißt also Historisieren, heißt Vorgänge und Personen als vergänglich darzustellen.“

Für den Schauspieler ist das Mittel zur Verfremdung nach Brecht ein deutlicher „Gestus des Zeigens“. Dabei gelte es für Schauspieler und Zuschauer, das Mittel der Einfühlung zu kontrollieren. Vorbild für diese Form der Darstellung ist der alltägliche Vorgang, dass jemand das Verhalten einer anderen Person zeigt, etwa um sich über jemanden lustig zu machen. Eine solche Imitation komme völlig ohne eine Illusion aus. Um die Schauspieler von unkritischer Identifikation mit ihrer Rolle abzuhalten, soll lange am Tisch geprobt werden. Die Schauspieler sollen ihre ersten Eindrücke und Widersprüche von der Figur festhalten und in ihr Spiel integrieren. Auf der Bühne müsse immer eine andere Möglichkeit des Verhaltens angedeutet werden. Rollendistanz im Spiel sei zu illustrieren am Beispiel des Spiels des Regisseurs, der einem Schauspieler etwas zeigt, ohne ganz in die Rolle zu schlüpfen.

### Historisierung
Bei der Historisierung handelt es sich um eine Erzähltechnik, die z. B. im Leben des Galilei zu finden ist. Um Erkenntnisse aus der gesellschaftlichen Situation der Gegenwart zu ziehen, wird „ein bestimmtes Gesellschaftssystem vom Standpunkt eines anderen Gesellschaftssystems betrachtet“. Dies ermöglicht ein tieferes Verständnis dieser Epoche im Vergleich zum aktuellen Gesellschaftssystem:
„Die Klassiker haben gesagt, dass der Affe sich am besten vom Menschen aus, seinem Nachfolger in der Entwicklung, begreifen lasse.“ (Brecht, Gesammelte Werke, Band 16, S. 610). Die Gegenwart eröffnet Erkenntnismöglichkeiten über die Vergangenheit, die den Menschen der Zeit unzugänglich waren. Jan Knopf erläutert dies an Brechts Gedicht Der Schneider von Ulm: Für den Bischof von Ulm ist der gescheiterte Flugversuch eines Schneiders der Beweis, dass nie ein Mensch wird fliegen können. Dieser feste Glaube an die gottgegebenen Grenzen des Menschen erscheint aus heutiger Sicht als groteske Selbstüberschätzung. Die Geschichte beweist die Veränderbarkeit auch starrer Verhältnisse.
Eine weitere Form ist die Historisierung der Gegenwart. Knopf sieht Brechts Mittel zur Infragestellung gegenwärtiger Selbstverständlichkeiten und Sicherheiten in Komödien wie der Kleinbürgerhochzeit, die die Gegenwart „als komisch aufgehoben, …, als bereits überlebt, hohl, ohne Zukunft“ entlarvt.
Walter Benjamin weist darauf hin, dass das epische Theater durch die Historisierung die Fabel der Spannung beraubt habe. Eine altbekannte Geschichte sei dafür ebenso geeignet wie bekannte historische Ereignisse. Weil das Theater auf diese Weise von der auf das Ende des Stücks gerichteten Spannung der Zuschauer befreit sei, könne es, wie einst das Mysterienspiel größere Zeiträume darstellen. Brechts Dramen berichten über große Zeiträume, das Leben des Galilei stellte bei einer Premierenspieldauer von 158 Minuten 32 Jahre dar, bei der Mutter Courage zeigte Brecht in 179 Minuten 12 Jahre. Käthe Rülicke-Weiler analysiert, dass durch diese „ungeheure Verkürzung des Geschehens“ ein klarer Unterschied zur Realität bestehe. Brecht setze dabei durchaus weder Anfang noch Ende der Fabel willkürlich: Sie zeigt, dass auch „Brechts Stücke nicht an irgendeinem, sondern an einem bestimmten, für die gezeigte Handlung wesentlichen Punkt einsetzen und aufhören“. Bei der Mutter Courage etwa beginne das Stück mit dem Marsch der Familie in den Krieg und ende mit dem Verlust des letzten Kindes. Was aufgegeben werde, sei der feste Spannungsbogen des klassischen Dramas und das sich durch eine Kette von Ursachen und Folgen erfüllende, tragische Schicksal des Helden. In der Courage verliere die Mutter nach und nach ihre 3 Kinder. Jeder dieser Verluste könnte einen Höhe- und Wendepunkt darstellen, die Courage reagiere jedoch nicht und setze weiter auf die Geschäfte mit dem Krieg.

### Bühnenbild
Brechts langjähriger Bühnenbildner Caspar Neher erfand einen Bühnenstil, der zu Brechts Idee des epischen Theaters passte. Zunächst untersuchte Neher, ob Gegenstände für die Handlung eine Funktion hatten oder nicht. Alles Dekorative und nicht Handlungsrelevante deutete er nur an. Bei wichtigen Requisiten achtete er jedoch detailversessen auf Genauigkeit. Aber auch die nur skizzierten Elemente hatten die Aufgabe, einen Eindruck von der Welt der Figuren zu vermitteln und die Phantasie der Zuschauer anzuregen. Der Zerstörung der Illusion diente die helle Beleuchtung, fast ausschließlich mit weißem Licht, wobei die Scheinwerfer sichtbar aufgestellt wurden. Umbauten fanden bei offenem Vorhang statt. Neher gliederte die Bühne oft in zwei Bereiche. Im Vordergrund stand die Umgebung, in der das Spiel stattfand, im Hintergrund gemalt oder projiziert eine Umgebung, die oft während des ganzen Stücks sichtbar blieb. Häufig zeigte Neher dabei Kontraste, etwa das kleine Zimmer der Mutter Wlassowa im Vordergrund und im Hintergrund die Projektion einer großen Fabrikanlage.
In vielen Inszenierungen versah Brecht das Bühnenbild mit Texten und Inhaltsangaben in Form von Plakaten oder Projektionen. In seiner Berliner Inszenierung des Stücks Mutter Courage und ihre Kinder wurde 1949 in großen Lettern der Ort der Handlung angezeigt, darunter eine kurze Inhaltsangabe der Szene. Brecht nahm den Zuschauern so die Spannung, um ihnen zu ermöglichen, mehr auf das „Wie“ der Ereignisse zu achten als gebannt dem Schicksal der Bühnenfiguren zu folgen. Zusammen mit einer äußerst sparsam, aber im Detail sorgfältig ausgestatteten Bühne hoffte Brecht, die Phantasie des Publikums zu aktivieren. Dabei setzte Brecht technische Hilfsmittel und Projektionen nur sparsam ein. Eine Ausnahme bildete die gemeinsam mit Piscator gestaltete Aufführung des Schwejk von 1928: Zwei gegenläufige Fließbänder transportierten Darsteller, von George Grosz gezeichnete Marionetten und Teile des Bühnenbildes über die Bühne, auf großen Projektionsflächen wurden Bilder oder Filme gezeigt. Erzielt wurde eine komische Wirkung. Regelmäßig setzte Brecht die damals noch neue Drehbühne ein, für schnelle Szenenwechsel oder bestimmte Bewegungen auf der Bühne. Anders als Piscator arbeitete Brecht nur selten mit Filmen.

### Lieder

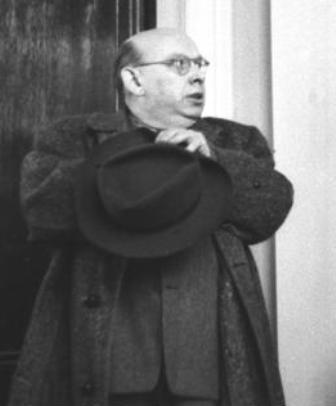
Hanns Eisler 1950

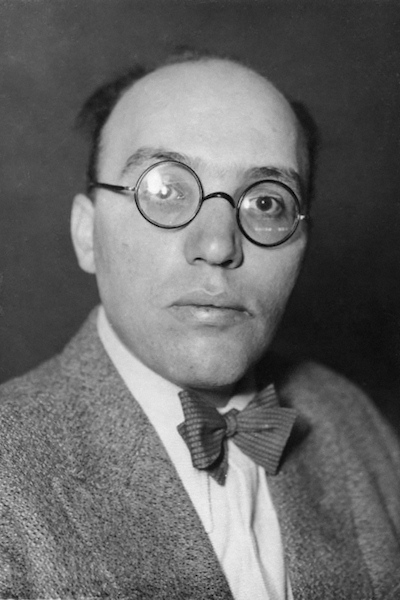
Kurt Weill 1932

Wesentlich für Brechts episches Theater sind auch Musik und „Songs“. Die Lieder sind verschieden stark in die dramatische Handlung eingebunden. In einigen Stücken ist der Schnitt zwischen szenischem Geschehen und Liedvortrag deutlich betont: Der Darsteller verlässt die Szene, Beleuchtung und manchmal auch das Bühnenbild verändern sich. Der Schauspieler tritt als Sänger vor den Vorhang und trägt ein Lied vor. Dadurch entsteht eine starke Spannung zwischen lyrischem Liedtext und szenischer Darstellung, was eine zusätzliche Reflexionsebene eröffnet. In der Berliner Inszenierung der Mutter Courage hat Brecht die Lieder optisch deutlich vom übrigen Bühnengeschehen abgesetzt. Ein „Musikemblem […] aus Trompete, Trommel, Fahnentuch und Lampenbällen, welche aufleuchteten“ wurde bei den Songs von oben herabgelassen, im Verlauf der Aufführung immer mehr „zerschlissen und zerstört“. Das kleine Musikensemble befand sich in einer Loge, klar getrennt von der Bühne. Die Songs – so Brecht – sollten „Einlagen“ sein, nicht aus der Handlung herauswachsen. Dennoch sind die Lieder in der Mutter Courage deutlich stärker in die Handlung eingebunden als in früheren Stücken und Inszenierungen, etwa in der Dreigroschenoper. Sie richten sich zudem an eine Figur der Szene.
Walter Hinck hält diese Adressaten allerdings mit Ausnahme vom „Lied von der Großen Kapitulation“ für „fingiert“. Nur dort verändere der Song die Handlung, die anderen Lieder wirkten „nicht in die Handlung selbst hinein“, sie „greifen ins Exemplarische“. Hinck schließt aus diesen Beobachtungen, dass auch in der Courage „kein anderer als der Zuschauer […] Adressat der Belehrung oder Warnung“ sei. Im Stück Der gute Mensch von Sezuan verzichtet Brecht auf fiktive Adressaten der Songs, vielleicht mit Ausnahme des Liedes vom Rauch. Die Lieder sind nach Hinck wie das Stück am Parabolischen orientiert. Trotz solcher Unterschiede sei den Sängern eine „Doppelwertigkeit“ gemeinsam: „einmal bleibt er Figur im ästhetisch-szenischen Raum, zum anderen wird er Partner des Publikums“.

### Komposition
Distanzierend sollte auch die Komposition selbst wirken, die „nicht hauptsächlich eingängig“ sein sollte. Der Zuhörer müsse erst „die Stimmen und die Weise … vereinigen“. Brecht arbeitete mit verschiedenen Komponisten zusammen, regelmäßig aber mit Paul Dessau, Hanns Eisler und Kurt Weill. Spannungsreich ist die Musik selbst durch die eigentümliche Mischung von Neuer Musik und Zwölftontechnik mit volkstümlichen Elementen. Die Musik hat dabei nicht nur die Aufgabe, die Songs zu begleiten, sondern kommentiert das szenische Geschehen. Dabei wird wesentlich mit Kontrasten gearbeitet.

„Musik hatte weder zu ‚untermalen‘, um dem ‚Wort‘, der Handlung zu dienen (wie im Film), noch das Wort zu unterdrücken, indem sie dieses unhörbar und belanglos machte (wie in der alten Oper). Auch da, wo Musik und Wort zusammentreffen, sollen beide auch getrennt zu hören sein: das Wort soll verstehbar bleiben […], die Musik soll Selbständigkeit haben, sich nicht dem Wort unterordnen, sondern ihm eine bestimmte Haltung (‚Gestik‘) verleihen, seine Bedeutung bewusst machen, kommentieren oder auch relativieren.“

Episches Theater soll auch im Bereich der Musik unterhaltend sein in dem Sinne, dass Produktivität Unterhaltung darstellt. Der Aspekt der Unterhaltung bestand also für Brecht im Denk- und Reflexionsprozess beim Zuhören. Für die entsprechende Musik führte er die Bezeichnung Misuk ein.
Regelmäßig arbeitete Brecht im musikalischen Bereich mit Kurt Weill zusammen. Weill hatte bereits 1925 begonnen, in seine Kompositionen Elemente aus Revue, populärer Tanzmusik und Jazz einzubauen. Nach Texten von Yvan Goll und Georg Kaiser hatte er neue Formen erprobt. Erstes Produkt der Kooperation mit Brecht war die Neuvertonung der Mahagonnygesänge. Größter Erfolg der beiden war die Dreigroschenoper. Brechts Anteil an der musikalischen Gestaltung ist unklar, es wird aber angenommen, dass er Einfluss darauf genommen hat. Weill und Brecht stimmten darin überein, dass der gestische Charakter der Songs ein zentrales Anliegen sei.
Mit dem Komponisten Hanns Eisler arbeitete Brecht parallel zu Weill und nach der Trennung von Weill bis zu seinem Tode zusammen. Eisler komponierte z. B. die Musik zur Maßnahme (1930) und zur Mutter (1932) und stand Brecht politisch nahe. Brecht erwartete von Eisler, „der Musik einen bewußt ‚vernünftigen‘ Charakter“ zu geben, Abstand von den starken Gefühlswerten der Musik zu gewinnen. Für Eisler war diese „vernunftbetonte Musik“ zunächst schwer zu akzeptieren. Merkmale waren Abstand von der musikalischen Inszenierung der „bürgerlichen Konzertsäle“, nicht „Gefühlsverwirrung“, sondern „Streben nach Vernunft“.
Der dritte Komponist, mit dem Brecht über längere Zeit zusammenarbeitete, war Paul Dessau, der z. B. die Musik zu Mutter Courage und ihre Kinder, Herr Puntila und sein Knecht Matti und Die Verurteilung des Lukullus schuf. Dessaus Festhalten an der Zwölftontechnik und seine Sympathie für Arnold Schönberg und andere Avantgardekomponisten führte zu heftigen Auseinandersetzungen in der DDR-Kulturpolitik.
→ siehe auch den Artikel zu den verschiedenen Vertonungen des Stücks Mutter Courage und ihre Kinder (Vertonung)

## Marxistische Rezeption

### Walter Benjamin
Zwischen 1930 und 1939 hat Brechts Freund Walter Benjamin eine Reihe kurzer Texte zum epischen Theater und zu Brechts Literaturpolitik verfasst, die damals zum größten Teil unveröffentlicht blieben. Benjamin war in der Exilzeit mehrfach Gast bei Brecht in Dänemark, man traf sich in Paris oder in Südfrankreich und suchte gemeinsame Arbeitsmöglichkeiten. Benjamins Aufsatz Das Kunstwerk im Zeitalter seiner technischen Reproduzierbarkeit (1935) analysierte die Folgen der technischen Entwicklungen für die Kunst. In Bezug auf Brecht interessierte ihn die veränderte Rolle des Autors aufgrund der veränderten Produktivkräfte und Besitzverhältnisse im Kulturbereich. Durch Verlage, Zeitschriften und andere Publikationsmöglichkeiten seien die Besitzverhältnisse immer schon bedeutsam für die Kultur gewesen. Durch Film und Radio entstehe aber insofern eine neue Qualität, als sich hier quasi-industrielle Strukturen entwickelt hätten. Dadurch werde der Einfluss des Kapitals gestärkt, die Autoren gerieten in Ausbeutungsverhältnisse, die ihnen ihre Arbeitsbedingungen diktierten. Diese Entwicklung beeinflusse auch Bereiche, die nicht unmittelbar von den Medien kontrolliert werden. So verändere der Leser von Romanen und Erzählungen seine Lesegewohnheiten, wenn er regelmäßig Filme sehe.
Brecht hat sich intensiv mit Radio und Film auseinandergesetzt, Hörspiele und Filme wie 1932 Kuhle Wampe oder: Wem gehört die Welt? produziert. Brecht hat diese Erfahrung in seiner Dramatik nicht nur technisch eingesetzt, etwa durch Projektionen, sondern auch die Stücke selbst weiterentwickelt, etwa durch die Unabhängigkeit der Teile die Forderung des Radios umgesetzt, „es müsse dem Publikum jederzeit möglich sein, einzusteigen“. Benjamin verbindet denn auch Brechts literarische „Versuche“ metaphorisch mit Begriffen aus der Industrie. „Wie ein Ingenieur in der Wüste mit Petroleumbohrungen anfängt, in der Wüste der Gegenwart an genau berechneten Punkten seine Tätigkeit aufnimmt“, plane Brecht Neuerungen, montiere die Menschen wie im Stück Mann ist Mann (UA 1926) wie der Arbeiter ein Auto. Der Autor werde „Produzent“. Das bedeutet für Benjamin, dass der Autor nicht nur außerhalb seiner Werke Position bezieht, sondern sein Schreiben selbst und die Kulturinstitutionen verändert. Er beruft sich auf Brecht, der gefordert habe, als Autor dürfe man nicht einfach die Produktionsapparate beliefern, sondern müsse beginnen sie umzufunktionieren. Die Umgestaltung der Institution Theater soll ein anderes Publikum gewinnen, die „proletarischen Massen“. Wie das Radio müsse das Theater ein Arbeiterpublikum gewinnen, das dadurch, dass seine Probleme dargestellt würden, in der Lage sei, das Stück zu verstehen und zu beurteilen.
Das epische Theater stelle gesellschaftliche Zustände dar, indem es den Fluss der Handlung immer wieder unterbreche. Dadurch werde das Theater zu einer „Versuchsanordnung“, die das Publikum in „Staunen“ versetze. Benjamin erläutert den V-Effekt auf eine Weise, die an Sartre erinnert: Eine einfache Familienszene wird gezeigt. Jedes Familienmitglied demonstriert gestisch seinen Anteil an einem Konflikt. „In diesem Augenblick erscheint in der Tür der Fremde. ‚Tableau‘, wie man um 1900 zu sagen pflegte. Das heißt: der Fremde stößt jetzt auf den Zustand: zerknülltes Bettzeug, offenes Fenster, verwüstetes Mobiliar.“ Die Verwüstungen unserer Gesellschaftsordnung werden sichtbar, indem sie verfremdet dargestellt werden, angehalten, aus einem deutlichen Abstand einem kritischen Blick ausgesetzt.

### Bewertung durch westliche Marxisten

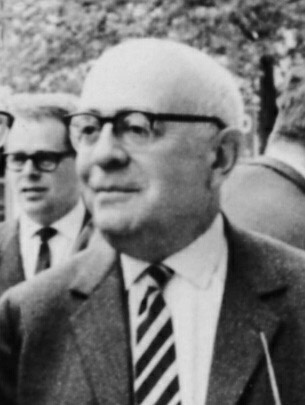
Brecht-Kritiker Theodor W. Adorno 1964

#### Theodor W. Adorno – Kritik am ‚engagierten‘ Theater Brechts
Adorno sieht als eine Gefahr der modernen Kunst die Verherrlichung des Opfertodes eines einzelnen Menschen für ein Kollektiv. Autoren und Komponisten der Moderne wählten die Ästhetisierung des Opfertodes, „damit die Kunst sich mit der ‚vernichtenden Instanz‘ identifizieren kann. Das Kollektiv, das beschworen wird, besteht förmlich darin, daß das Subjekt sich selbst durchstreicht.“ Strawinskis Komposition zum Ballett Le sacre du printemps aus dem Jahre 1913 ist Adornos erstes Beispiel für diese Gefahr: Um den Frühlingsgott zu besänftigen, wird in dem Stück eine auserwählte Jungfrau geopfert. Die Parallele zum Opfermotiv in vielen Brecht-Stücken geht aber weiter: Das Opfer führt seinen Tod durch einen ekstatischen Tanz selbst herbei. Adorno stellt denn auch den Bezug zu Brechts Lehrstück Der Jasager her, in dem ein erkrankter Junge sich freiwillig opfert, um eine Expedition nicht aufzuhalten:

„Eine einzige Bemerkung über Strawinsky aber macht deutlich, daß es ums Ganze der Moderne geht: ‚Er ist der Jasager der Musik.‘ Adornos Anspielung auf Brechts Lehrstück ist mehr als eine Konnotation: sie trifft den Nerv eines ganzen Komplexes innerhalb der Moderne, der unterschiedlichste Ausprägungen einer Ästhetisierung des Repressiven umfaßt.“

Adornos Kritik an Brecht geht von der politischen Aussage aus, sieht aber durch die Unwahrheit dieser Aussagen auch die Form kontaminiert. Brechts Ästhetik ist nach Adorno untrennbar verknüpft mit der politischen Botschaft seiner Stücke. Die Verherrlichung der kommunistischen Partei und die Rechtfertigung der Moskauer Schauprozesse in der Dramatisierung von Maxim Gorkis Mutter oder der Maßnahme „befleckt die ästhetische Gestalt“. Der „Brechtische Ton“ sei „vergiftet von der Unwahrheit seiner Politik“. Brechts Werbung für die DDR beruhe auf der fehlenden Erkenntnis, dass dieses System nicht „bloß ein unvollkommener Sozialismus ist, sondern eine Gewaltherrschaft, in der die blinde Irrationalität des gesellschaftlichen Kräftespiels wiederkehrt …“
Brecht selbst hat das Opfer des Einzelnen für ein Kollektiv in einem Typoskript, das um 1930 entstand, reflektiert:

„Ein Kollektiv ist nur lebensfähig von dem Moment an und so lang, als es auf die Einzelleben der in ihm zusammengeschlossenen Individuen nicht ankommt.
??? (Fragezeichen im Text)
Leute sind wertlos für die Gesellschaft
Menschliche Hilfe ist nicht üblich
Trotzdem wird ihnen Hilfe gegeben, und obwohl der Tod des einzelnen rein biologisch für die Gesellschaft uninteressant ist, soll das Sterben gelehrt werden“

Der Kommentar der Gesamtausgabe legt eine Deutung dieses Zitats als literarischen Versuch nahe. Die drei Fragezeichen stellten den absoluten Vorrang des Kollektivs vor dem Individuum in Frage. Dennoch hat nicht nur Adorno Brechts Lehrstücke genau in diesem Sinne interpretiert.
Die Legitimation des Opfers in Brecht-Stücken schlage sich nieder in der Form, in der Sprache. Das „wilde Gebrüll der Maßnahme“ verdecke ebenso die Widersprüche wie konstruierte Rollen, etwa Figuren wie die „Fiktion des von epischer Erfahrung gesättigten alten Bauern“ im sprachlichen Gestus der Weisheit. Auch die sprachliche Gestaltung der Unterdrückten, denen die Botschaft eines Intellektuellen in den Mund gelegt wird, sei „wie Hohn auf die Opfer“. „Alles ist erlaubt zu spielen, nur nicht den Proletarier.“
Wie Brecht hat Adorno Lukács’ Literaturtheorie und den Sozialistischen Realismus, „mit dem man seit Jahrzehnten jeden ungebärdigen Impuls, alles den Apparatschiks Unverständliche und Verdächtige abwürgte“, immer scharf kritisiert. Dennoch sah er auch in Brechts Theaterkonzept keine Alternative. In einem Aufsatz zu Lukács Realismus-Theorie aus dem Jahre 1958 kritisiert er Brechts Historienfarce Der aufhaltsame Aufstieg des Arturo Ui, die den Aufstieg Hitlers mit dem des Gangsterbosses Al Capone satirisch vergleicht, als verharmlosenden Umgang mit der Realität. Die Darstellung des „Faschismus als eines Gangstertums“ und der Unterstützer aus der Industrie als „Karfioltrust“ seien unrealistisch.

„Als Unternehmen einer gewissermaßen gesellschaftlich exterritorialen und darum beliebig ‚aufhaltsamen‘ Verbrecherbande verliert der Faschismus sein Grauen, das des großen gesellschaftlichen Zuges. Dadurch wird die Karikatur kraftlos, nach eigenem Maßstab albern: der politische Aufstieg des Leichtverbrechers büßt im Stück selbst die Plausibilität ein.“

In einem Radiobeitrag zur Kritik politisch engagierter Literatur greift er 1962 das Thema nochmals auf. Grund für die Verharmlosung des Faschismus sei die politische Zielrichtung des Stücks: „So verordnet es der agitatorische Zweck; der Gegner muß verkleinert werden, und das fördert die falsche Politik, in der Literatur so auch in der Praxis vor 1933.“
Adornos Brechtkritik beruht auf einem tiefen Misstrauen gegen „engagierte“ Literatur. Nur autonome Kunst sei in der Lage, den gesellschaftlichen Mächten etwas entgegenzusetzen. Nach der „Abdankung des Subjekts“ müsse „jedes Engagement für die Welt gekündigt“ sein, „damit der Idee eines engagierten Kunstwerks genügt werde …“ Brecht habe richtig erkannt, dass Einfühlung und Identifikation und die Darstellung der Gesellschaft am Schicksal eines einzelnen Menschen das Wesen der modernen Gesellschaft nicht mehr vermitteln könnten. Deshalb habe er das Konzept „der dramatischen Person“ ausgeschaltet.

„Brecht misstraut der ästhetischen Individuation als einer Ideologie. Darum will er das gesellschaftliche Unwesen zur theatralischen Erscheinung verhalten, indem er es kahl nach außen zerrt. Die Menschen auf der Bühne schrumpfen sichtbar zusammen zu jenen Agenten sozialer Prozesse und Funktionen, die sie mittelbar, ohne es zu ahnen, in der Empirie sind.“

Brechts Versuch, ein realistisches Bild des Kapitalismus auf der Bühne zu zeichnen, scheitere jedoch nicht nur an der Verharmlosung der „Konzentration gesellschaftlicher Macht“ im Faschismus, sondern auch an der Unehrlichkeit seiner politischen Aussagen. Brechts Stück Die heilige Johanna der Schlachthöfe, das die Krisen des Kapitals und ihre sozialen Auswirkungen darstellt, sei geprägt von politischer Naivität. Adorno kritisiert die Ableitung der Krise aus der Zirkulationssphäre, d. h. aus der Konkurrenz der Großviehhändler, was die wirklichen ökonomischen Grundstrukturen verfehle. Das Bild von Chicago und die Darstellung des Streiks hält er für unglaubwürdig. Ebenso scheitere Brechts Versuch, in der Mutter Courage den Dreißigjährigen Krieg als Gleichnis für den Zweiten Weltkrieg zu verwenden. Da Brecht wisse, „daß die Gesellschaft seines eigenen Zeitalters nicht länger an Menschen und Sachen unmittelbar greifbar ist“, wähle er eine „Fehlkonstruktion“. „Politisch Schlechtes wird ein künstlerisch Schlechtes und umgekehrt.“
Gerhard Scheit sieht in der Opferideologie Brechts einen Rückgriff auf Formen des bürgerlichen Trauerspiels. Wie in Lessings Drama Emilia Galotti habe „die bürgerliche Gesellschaft das Opfer vornehmlich am Schicksal der Frau demonstriert: es ist die junge Liebende oder die Tochter, die nicht nur sterben muß, sondern um die Tötung auch noch bittet, wie in die Tochter den Vater, um nicht der Tugend zuwider in den Armen des Klassenfeinds zu landen 〈…〉Schüler und junger Genosse bei Brecht sind die proletarischen Erben der bürgerlichen Jungfrau; an die Stelle des tugendhaften Vaters tritt die revolutionäre Partei.“
Scheit konkretisiert Adornos Kritik in Beziehung auf die Form. Das Opfer des jungen Genossen in der Maßnahme führe zu einer entindividualisierten Zeichnung der Figur des Opfers, Hanns Eisler habe seine Musik zur Maßnahme selbst als „kalt, scharf und schneidend“ charakterisiert. Scheit spricht von einer „Ritualisierung der Vernichtung“ bei Brecht und Eisler. Eisler selbst hielt diese Tendenz für gefährlich, „denn ohne Zweifel wirkt dadurch der Vorgang rituell, d. h. entfernt sich von seinem jeweiligen praktischen Zweck.“ Die unterdrückte Angst erzeuge ein falsches Pathos, „dem Publikum und den Darstellern soll es kalt über den Rücken laufen, wenn das junge Mädchen geopfert, der junge Genosse ausgelöscht wird – eine seltsam infantile Schadenfreude, oder vielmehr eine Freude an der Angst der anderen, dürfte die Künstler richtiggehend angespornt haben.“ Gegen Adorno führt Scheit zugunsten Brechts ins Feld, dass das epische Theater den Widerspruch des Publikums selbst provoziert habe:

„Es zeichnet aber Brechts episches Theater aus, daß es die Möglichkeit eines solchen Einspruchs selbst provoziert und diesen Einspruch als Impuls immer wieder auch aufnimmt: So hatte noch vor Eislers Kritik der Protest von Schülern bei der Einstudierung des Jasagers in einem Gymnasium in Berlin-Neukölln [der späteren Karl Marx-Schule] zu einer wirklichen Umarbeitung geführt – zur Entstehung zweier anderer Stücke: Der Jasager und Der Neinsager. Die Schüler sahen einfach nicht ein, warum der Knabe im Stück ohne konkrete Gründe – nur, weil der ‚große Brauch‘ es verlange – von den anderen in den Abgrund gestürzt werden und dazu selbst noch Ja sagen sollte.“

Die Frage, ob die Maßnahme in Form und Inhalt als politische Rechtfertigung des stalinistischen Terrors zu lesen ist oder als äußerste Provokation, die Widerspruch herausfordert, bleibt bis heute umstritten. In der postum veröffentlichten Ästhetischen Theorie fällt Adornos Kritik an Brecht differenzierter aus. Adorno räumt ein, dass Brechts Neuerungen in der Theaterkonzeption „das zermorschte psychologische und Intrigen-Theater stürzten“ und „das Drama zu einem Anti-Illusionären“ prägten. Die Qualität Brechts liege in diesen Neuerungen, „im Zerfall der Einheit des Sinnzusammenhangs“, nicht aber im politischen Engagement, das sein Kunstwerk „zerrüttet“.

#### Louis Althusser
Der französische Philosoph Louis Althusser, Mitglied der Kommunistischen Partei Frankreichs (KPF) und stark beeinflusst von der strukturalistischen Theorie, sah in Brechts epischem Theater eine Analogie zur Revolution der Philosophie durch Marx. So wie sich Marx von der spekulativen Philosophie verabschiedet habe, habe Brecht das zum bloßen Konsum geschaffene, kulinarische Theater revolutioniert. Brechts Verfremdungseffekt sei nicht bloß eine Theatertechnik, sondern eine Verschiebung des politischen Standpunkts in Richtung Parteilichkeit.
Althusser sucht nun in der Struktur des Theaters die Orte, an denen eine Verschiebung des Standpunktes greifen kann. Als erstes nennt er die Zerstörung der Illusion, das Theater sei das Leben, woraus er Prinzipien des epischen Theaters begründet. Weiterhin müsse das Theater das Zentrum des Stücks nach außen verlegen, so wie Brecht seinen Galilei die großen Worte „Und sie dreht sich doch!“ eben nicht sprechen lasse. Das distanzierte Spiel der Schauspieler als wichtiges Mittel des epischen Theaters dürfe dabei nicht als Technik verselbständigt werden, sondern müsse dem Ziel dienen, das Publikum aus der Identifikation zu reißen und zur Parteinahme zu bewegen. Die Revolution des Theaters stößt nach Althusser aber an Grenzen. Nach Brecht müsse das Theater etwas konkret im Verhalten der Schauspieler zeigen und dabei unterhalten. Das Vergnügen des Zuschauers sehe Brecht wesentlich im Erkenntnisgewinn. Diese Erklärung übertrage jedoch kurzschlüssig ein Prinzip der Wissenschaft auf das Theater.
Materie des Theaters ist nach Althusser die Ideologie, Ziel die Veränderung des Bewusstseins der Zuschauer. Das traditionelle Theater spiegele und bestätige das Selbstbild der Zuschauer und die „Mythen, in denen sich eine Gesellschaft wiedererkennt (und sich keineswegs erkennt)“, indem es sie „im Spiegel-Bewusstsein einer zentralen Figur ungebrochen“ reproduziert. Nun habe Brecht erkannt, dass keine Bühnenfigur die komplexen gesellschaftlichen Konflikte repräsentieren könne. Erkenntnisse der Gesellschaft seien nur durch die Konfrontation eines Bewusstseins mit „einer indifferenten und anderen Realität“ möglich. Brecht bringe die gesellschaftlichen Widersprüche auf die Bühne, indem er verschiedene „Strukturelemente des Stücks“ gegeneinander setze.
In Mutter Courage und ihre Kinder konfrontiere Brecht eine Reihe in ihrer Ideologie befangener Figuren und ihre Beziehungen „mit den realen Bedingungen ihrer Existenz“. Keine dieser Figuren sei in der Lage, diese komplexe Realität zu durchschauen oder zu verkörpern. Diese Erkenntnis könne nur der Zuschauer gewinnen. Brecht wolle „aus dem Zuschauer einen Akteur machen, der das unvollendete Stück vollenden würde – und zwar in seinem realen Leben“.
Als Problem sieht Althusser die Rolle des Zuschauers. Warum soll für den Zuschauer nicht das Gleiche gelten wie für die Darsteller auf der Bühne? Wenn kein Theaterheld mehr in der Lage sei, die komplexe Gesellschaft zu repräsentieren und zu verstehen, wie sollte dies dem Zuschauer möglich sein? Althusser sieht zwei Wege, die verstellt sind. Genau wie die Figuren auf der Bühne sei der Zuschauer in den Illusionen und Mythen der Ideologie befangen. Aber auch der zweite Weg, die Identifikation, sei dem Zuschauer durch Brechts episches Theaterkonzept verschlossen. Althusser, der wie Brecht und Adorno die Autonomie des Subjekts und die Möglichkeiten des individuellen Bewusstseins gegenüber den objektiven Prozessen gering schätzte, setzt hier auf die Wirkung des Stücks gegen die festgefahrenen Illusionen:

„Wenn das Theater dagegen das Erschüttern dieses unantastbaren Bildes, das In-Bewegung-Setzen des Unbewegten (dieser unwandelbaren Sphäre der mythischen Welt des illusionären Bewusstseins) zum Gegenstand hat, dann ist das Stück ganz und gar Prozess, dann ist es die Produktion eines neuen Bewusstseins im Zuschauer, unvollendet wie jedes Bewusstsein, aber von dieser Unabgeschlossenheit als solcher immer weiter vorangetrieben […].“

### Konfrontation mit dem „Sozialistischen Realismus“ in SBZ und DDR
Brechts episches Theater geriet schon früh in die Schusslinie der Kritik der sowjetischen Kulturpolitik. In Moskau fanden unter Stalin schon in den 1930er Jahren massive Auseinandersetzungen um die Ausrichtung von Literatur und Kunst statt. Der 1932 vom Zentralkomitee der KPdSU als Richtlinie beschlossene Sozialistische Realismus wurde zur Grundlage von Zensur, Verhaftungen und Schauprozessen. Die offizielle Linie, die Helden des sozialistischen Aufbaus und der Roten Armee gestaltet wissen wollte, und das Programm von Georg Lukács, der eine Orientierung am Realismus des 19. Jahrhunderts forderte, hatten ein gemeinsames Feindbild: Die moderne Literatur der Zeit, die als „formalistisch“ und „dekadent“ abgewertet wurde. 1938, im dänischen Exil, notiert Brecht verbittert: „Die Rede ist wieder vom Realismus, den sie jetzt glücklich so heruntergebracht haben wie die Nazis den Sozialismus.“ Brecht selbst wurde in den Moskauer Zeitschriften „Das Wort“ und „Internationale Literatur“ als „Formalist“ attackiert. Am 8. September 1938 kündigt er in einem Brief an Johannes R. Becher seine Mitarbeit an der Zeitschrift „Internationale Literatur“, weil dort ein Aufsatz von Lukács erschienen sei, „in dem mit Namensnennung meine Arbeiten ohne weiteres in die Schublade der bourgeoisen Dekadenz gelegt werden.“ Sabine Kebir nimmt an, dass Brecht 1941 in Moskau auf der Reise in die USA nur wegen seiner Freundschaft zu Feuchtwanger nicht verhaftet wurde.
Als Brecht 1949 in der Sowjetischen Besatzungszone Mutter Courage und ihre Kinder inszenierte, wurde die Formalismus-Kritik von Georg Lukács wieder aufgegriffen. Sabine Kebir weist darauf hin, dass einige DDR-Kritiker die Auffassung vertraten, „dass das Stück den Anforderungen des in der Sowjetunion herrschenden Sozialistischen Realismus nicht genüge. Sie bemängelten, dass die Courage zu keiner Erkenntnis komme.“ Brecht kommentiert die Angriffe in seinem Journal am 28. Januar 1949 ironisch:

„Aus schriftlichen Äußerungen Wolfs und Erpenbecks, die der ‚Linie‘ folgen wollen, ergeht, daß die Wendung gegen die Einfühlung gerade durch den Erfolg beim Arbeiterpublikum einige Panik verursacht hat. Wie sehr hätte die ‚Wirkung‘ erhöht werden können, wenn die Courage auf der Bühne am Ende zur Einsicht gelangt wäre! Aber die Schüler der Funktionärsschule sind weiter. Sie können die Kleinbürger objektiv anschauen (und doch bemitleiden) und erkennen sich selbst in der stummen Kattrin wieder.“

Dass Fritz Erpenbeck, Friedrich Wolf und Alfred Kurella gerade den zentralen Punkt der Brecht’schen Ästhetik missbilligten, war kein Zufall. Sie waren aus dem sowjetischen Exil zurückgekehrt und nahmen den Formalismusstreit der dreißiger Jahre auf deutschem Boden wieder auf. Brechts Idee, die Botschaft nicht autoritär von der Bühne zu verkünden, widersprach der Leitlinie des Sozialistischen Realismus, Theater und Literatur sollten das Publikum durch positive Vorbilder und sozialistische Siege gewinnen. In der „Weltbühne“ führt Fritz Erpenbeck den Publikumserfolg der Courage auf das Scheitern des epischen Konzepts zurück: Der „Sieg des ‚dramatischen‘ Theaters über das ‚epische‘“ zeige sich in der emotionalen Entgegensetzung von Kattrin und Courage.
Hans Wilfert kritisierte in der Neuen Zeit vom 13. Januar 1949 Brechts stilistisches Zurückbleiben, Mangel an Realismus, „Mangel an farbiger Fülle“ des Bühnenbildes und Fehlen fortschrittlicher Impulse. „Diesen Brechtschen ‚Stil‘ haben wir schon vor 1933 in mancherlei Variationen erprobt, wir brauchen das Experiment nicht zu wiederholen. Brecht ist bei ihm stehengeblieben, wir nicht.“ Erpenbeck und seine Mitstreiter kritisierten in verschiedenen Zeitschriften Brechts Theaterkonzept kaum verklausuliert als Zurückbleiben hinter der Entwicklung des Sozialistischen Realismus. Die Courage stehe für die „Kapitulation vor dem Kapitalismus“.
Obwohl die Sowjetische Militäradministration in Deutschland im März 1949 die Kritik an der epischen Form bestätigte, blieb Brecht unbehelligt, erhielt sogar ein eigenes Theater. Laut John Fuegi soll Brecht Sympathien bei Wladimir Semjonowitsch Semjonow, dem politischen Berater der sowjetischen Militäradministration und späterem Botschafter der UdSSR in der DDR, und damit dessen Unterstützung genossen haben. Fuegi bewertet die fortgesetzte Kritik Erpenbecks an Brecht als aggressive politische Attacke. Erpenbecks Unterstellung, Brecht sei auf dem ‚Weg in eine volksfremde Dekadenz‘, folge dem Stil der Moskauer Schauprozesse. „Denunziatorische Sprache genau dieser Art war in den dreißiger Jahren in der Sowjetunion einem Todesurteil gleichgekommen.“

## Wirkung und Aktualität von Brechts Konzept des epischen Theaters

### Wirkung in DDR und BRD nach Brechts Tod
Trotz einiger politischer Vorbehalte war der Erfolg Brechts in den Besatzungszonen der Nachkriegszeit und später in der DDR und der Bundesrepublik außerordentlich groß. Die vorliegenden Zahlen beziehen sich dabei auf Gesamtdeutschland. Von 1946 bis 1963 gab es 315 Inszenierungen von 32 Stücken, wobei Happy End von Elisabeth Hauptmann damals noch Brecht zugeschrieben wurde. Allein für die Spielzeit 1958/59 ermittelte das Institut für Theaterwissenschaften der Universität Köln 1140 Aufführungen. Von 1971 bis 1979 habe es 12.000 Brecht-Aufführungen in Deutschland gegeben. Im Jahr 2000 gab es laut Jan Knopf etwa 60 Brecht-Inszenierungen im deutschsprachigen Raum. Swantje Ehlers hat in einer empirischen Untersuchung die starke Präsenz von Brecht-Stücken in deutschen Schulbüchern nachgewiesen.
Jan Knopf führt den Erfolg der Stücke Brechts auf verschiedene Faktoren zurück. Zunächst habe der internationale Erfolg Brechts auch in Deutschland Aufmerksamkeit erzeugt. Des Weiteren habe jedes System einen Interpretationsrahmen entwickelt, der die Provokationen Brechts erträglich gemacht habe. Die DDR habe Brecht schnell zum „marxistischen Klassiker“ stilisiert und das Frühwerk durch eine Phasentheorie entwertet. Der frühe Brecht (1918–1926) werde darin als bürgerlich, nihilistisch und anarchisch charakterisiert. In einer zweiten Phase (1926–1933) habe er sich „über einen vulgärmarxistischen-behavioristischen Prozess“ dem Proletariat angenähert, bis er schließlich im Exil und in der DDR (1933–1956) den Weg in den Schoß des Sozialistischen Realismus gefunden habe.
In der Bundesrepublik habe man den Dichter Brecht vom Politiker getrennt und in seinen Stücken „nach den Qualitäten bürgerlicher Ästhetik und allgemein-menschlichen Ewigkeitswerten“ gesucht. Dabei habe man die Lehrstücke als kommunistische Propaganda und die aggressiven Opern mit ihrer antibürgerlichen Tendenz und ihrer Obszönität entwertet und nur die Exilstücke im Bildungsbereich zugelassen. Knopf bewertet aber gerade umgekehrt: Gerade die Lehrstücke und Opern hätten innovativ gewirkt und bereits das Konzept des epischen Theaters entwickelt. Brechts moderne Medienästhetik dieser Zeit sei so erst in den 1980er Jahren rezipiert worden. Die bekannten Exilstücke bewertet Knopf als formalen Rückschritt. Unter Berufung auf Heiner Müller bewertet er etwa die Lehrstücke und das Fatzer-Fragment als „sprachlich wesentlich herausfordernder, ‚sperriger‘, d. h. moderner und damit womöglich aufgrund ihrer medialen Tauglichkeit auch kunstvoller“.
Jan Knopf entwickelt selbst eine Phasentheorie zum Werk Brechts. 1918–1933 habe Brecht „Zeitstücke“ verfasst, die unter dem Eindruck der historischen Ereignisse „die sich in den Großstädten ausbreitende Kälte bzw. Entfremdung unter den Menschen und die damit verbundene Auslöschung von Individualität“ thematisiert hätten. Einen „nie wieder erreichten technischen Standard“ habe Brecht dabei mit den Lehrstücken und einem „neuen musikalisch-theatralen Spieltypus“ in Zusammenarbeit mit Hanns Eisler und Paul Hindemith erreicht. Eher kommerziell sei der Erfolg der neuen Opernform gewesen, der Dreigroschenoper und des Mahagonny-Werks, aber immer noch rebellisch gegen die Leere des traditionellen Opernbetriebs. Durch die epische Form in Kombination von Text und Musik habe Brecht hier eine neue Gattung geschaffen, die allerdings selbst zur Ware geworden sei.

„Die Jahre 1928–1930, die Zeit der Lehrstücke und der Opern, bildeten den Höhepunkt in B.s dramatischem Schaffen.“

Brechts zweite Schaffensphase 1933–1947 sei als Zeit des Exils durch eine „Produktion für die Schublade ohne Kontakt mit Bühne und Publikum“ gekennzeichnet. Der überwiegende Teil der Forschung halte diese Phase zu Unrecht für die fruchtbarste im Schaffen Brechts, was Knopf durch den ungeheuren Erfolg der Mutter Courage-Gastspiele in Paris verursacht sieht. Gemessen an den besten Stücken der Weimarer Phase sieht Knopf in den ‚Klassikern‘ wie Mutter Courage, Galilei und dem Guten Menschen von Sezuan eher einen Rückschritt, eine Anpassung an die Institution Theater. Die dritte Phase 1947–1956 umfasst die Zeit von Brechts Rückkehr nach Europa bis zu seinem Tod. Der Aufbau des Berliner Ensembles und die Theaterpraxis hätten diese Zeit bestimmt. Es ging – so Knopf – um das Niveau der Schauspielkunst, das „das Pathos und das Gebrüll der Nazis … nachhaltig zerstört hatten, durch Modellinszenierungen und Klassikerbearbeitungen wieder zu restaurieren“. Brechts einziges neue Stück in dieser Phase, Turandot oder der Kongress der Weißwäscher, interpretiert Knopf als Applikation älterer beißend-satirischer Entwürfe, die sich gegen den Nationalsozialismus richteten, auf die bürokratischen Apparate der DDR.

### Jan Knopf: Brechts Abschied von Marx
Auch der durch Editionstätigkeiten und Publikationen einflussreiche Literaturwissenschaftler Jan Knopf hält eine Abgrenzung Brechts vom Marxismus für notwendig. Brechts Auffassungen der gesellschaftlichen Wirklichkeit passten nicht in eine festgelegte „Weltanschauung“. Der anhaltende Erfolg der Stücke Brechts beruhe sicher auf der populären Musik, den komplexen Fabeln und attraktiven Rollen und nicht darauf, dass er das „Banner des Marxismus“ hochhalte. Gegen die marxistische Vereinnahmung argumentiert Knopf, dass die „Wirtschaftshandlung“ der heiligen Johanna der Schlachthöfe nicht auf Marx’ Zyklentheorie beruhe, sondern auf dem aus den USA stammenden Konzept der Cornerspekulation, einem Termingeschäft, bei dem ein finanzstarker Spekulant versucht, alle Waren eines Geschäftsbereichs aufzukaufen und dadurch die Preise zu kontrollieren.
Käthe Rülicke-Weiler, Regie-Assistentin und Dramaturgin bei Brecht, hatte in den 60er Jahren akribisch versucht, den Aufbau der heiligen Johanna auf Marx’ „Periodenwechsel des industriellen Zyklus“ zurückzuführen. Angesichts der Weltwirtschaftskrise habe Brecht das „Bündnis zwischen Kapital und Kirche“, die Mechanismen der Ideologieproduktion und die „Unversöhnlichkeit der Klassengegensätze“ gezeigt, die nur durch „Umsturz der Gesellschaft und die Solidarität der Arbeiter“ aufzulösen seien.
Karl Marx unterscheidet im Kapital „die Phasen mittlerer Lebendigkeit, Prosperität, Überproduktion, Krise und Stagnation“. Diese Phasen und ihre heftigen Folgen für das Leben der Arbeiter sieht Rülicke-Weiler in Struktur und Inhalt des Brecht-Dramas abgebildet.

„Die Perioden des Zyklus bestimmen den Bau der Fabel. sie sind zugleich Inhalt und Form. Die Wertrevolutionen – Umschlag in eine neue Phase – sind als Drehpunkte der Fabel gesetzt. Die Dialektik, welche die Vorgänge weitertreibt, ist die Dialektik der Ökonomik.“

Jan Knopf verweist gegen diese Deutung auf das Material im Brecht-Archiv, vor allem Zeitungsausschnitte aus den USA aus der Zeit um 1925.

„Es ging in der Heiligen Johanna eben gerade nicht um die Darstellung eines Geschichtsgesetzes (wie Marx beanspruchte), sondern darum, auf ästhetische Weise vorzuführen, mit welcher Skrupellosigkeit die kapitalistischen Geschäfte gemacht werden, über Leichen gehend. Damit ist der bisherige Hauptbeleg für Brechts Marxismus in seinem Werk hinfällig geworden.“

Brecht habe „als kritischer Materialist“ immer wieder darauf hingewiesen, dass die soziale Wirklichkeit sich stetig verändere und dass die Anschauungen dem zu folgen hätten. Die Debatten um Brecht in den Feuilletons aktualisierten in den letzten Jahren alte ideologische Konflikte. Der Brecht-Schüler und langjährige Intendant des Berliner Ensembles Manfred Wekwerth sehe die Aktualität Brechts zu Unrecht in seinem marxistischen Ansatz. Die Heilige Johanna folge nicht der Marxschen Zyklentheorie und seinem Geschichtsgesetz der Krisen, sondern fuße auf genauer Kenntnis der Warentermingeschäfte mit Grundnahrungsmitteln und ihrer Folgen. Knopf bezweifelt, dass Brecht überhaupt über profunde Kenntnisse der Marxschen Theorie verfügt habe. Knopf sieht im Fordismus und in der behavioristisch gesteuerten Konsumwelt das Ende von Verelendungstheorie und Arbeiterklasse. Brecht habe das gewusst und im Dreigroschenprozess verarbeitet. Knopf versucht, „den Blick auf einen ‚neuen‘ Brecht, ohne Ideologie zu lenken“, um den Blick auf den großen Künstler Brecht zu öffnen. Dennoch sei Brechts „Kapitalismuskritik“ und die „These, dass Kapitalismus immer auch und immer wieder Krieg bedeute, durchaus nicht widerlegt.“ Die Größe Brechts liege dabei unter anderem darin, dass Brecht „auf ästhetische Weise“ archetypische „‚Menschenbilder‘ geschaffen“ habe, die „wie Gestalten aus der Bibel, wie die Helden Shakespeares, Goethes oder Schillers“ „zum bleibenden Bestand der Menschheit gehören“.

### Internationale Erfolge

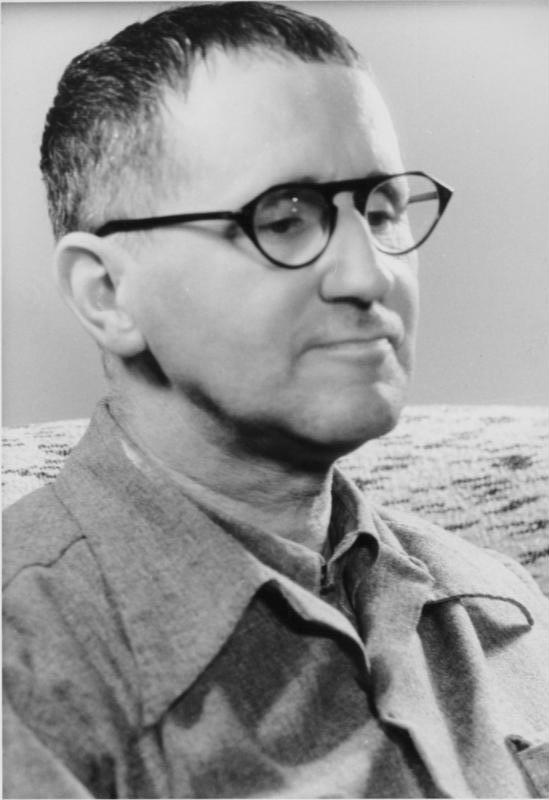
Bertolt Brecht 1954

Brechts Dreigroschenoper war und ist seit der Uraufführung 1928 einer der größten Erfolge der Theatergeschichte. Elias Canetti kommentierte die Brecht-Inszenierung und ihre Aufnahme beim Publikum kritisch: „Es war eine raffinierte Aufführung, kalt berechnet. Es war der genaueste Ausdruck dieses Berlin. Die Leute jubelten sich zu, das waren sie selbst, und sie gefielen sich. Erst kam ihr Fressen, dann kam ihre Moral, besser hätte es keiner von ihnen sagen können. Das nahmen sie wörtlich.“ Einige tausend Aufführungen und Song-Einspielungen zeigen, dass das Stück trotz einiger Kritik immer wieder begeisterte. Neuinszenierungen sorgen immer noch für heftige Diskussionen wie 2006 die Regiearbeit von Klaus Maria Brandauer im Berliner Admiralspalast, bei der Campino, der Sänger der Punkrocker Die Toten Hosen, den „Mackie Messer“ spielte.
Die Jahre nationalsozialistischer Herrschaft und das Exil schnitten den Zugang Brechts zum deutschsprachigen Theater weitgehend ab. Außer in der Schweiz gab es lange kaum Aufführungsmöglichkeiten. Dennoch gelang es Brecht nach dem Krieg, relativ schnell wieder Fuß zu fassen. Erfolge des epischen Theaters über Deutschland hinaus erzielten Brecht und sein Berliner Ensemble schon Mitte der 1950er Jahre. Gastspielerfolge mit der Courage-Inszenierung in Paris 1954 und London 1956 verhalfen dem Ensemble zu internationaler Anerkennung. Der französische Theoretiker Roland Barthes spricht aufgrund des Gastspiels bei dem Festival Théâtre des Nations in Paris von einer „révolution brechtienne“, von einer ungeheuren Wirkung auf das französische Theater. In seiner Kritik macht Barthes die Wirkung des epischen Theaters auf die Zuschauer deutlich und schildert sie als Reformperspektive für das französische Theater:

„Das zentrale Anliegen von Mutter Courage ist die radikale Unproduktivität des Krieges, seine merkantilen Ursachen. Das Problem besteht keineswegs darin, wieder einmal die intellektuelle oder sentimentale Zustimmung des Zuschauers zu dieser Binsenweisheit zu erreichen; es besteht nicht darin, ihn genüßlich in ein romantisch gefärbtes Leiden am Verhängnis zu führen, sondern, ganz im Gegenteil, darin, dieses Verhängnis aus dem Publikum heraus auf die Bühne zu tragen, es dort festzumachen und ihm die Distanz eines aufbereiteten Objekts zu verleihen, um es zu demystifizieren und endlich dem Publikum auszuliefern. In Mutter Courage ist das Verhängnis auf der Bühne, die Freiheit im Saal, und die Rolle der Dramaturgie besteht darin, eines vom anderen zu trennen. Mutter Courage ist in der Fatalität verhaftet, sie glaubt, der Krieg sei unvermeidlich, für ihr Geschäft, für ihr Leben notwendig, sie stellt ihn nicht einmal in Frage. Doch das wird vor uns hingestellt und geschieht außerhalb von uns. Und in dem Moment, in dem uns dieser Abstand geschenkt wird, sehen wir, wissen wir, daß der Krieg kein Verhängnis ist: Wir wissen es nicht durch eine Wahrsagerei oder eine Demonstration, sondern durch eine tiefe, körperliche Evidenz, die aus der Konfrontation des Schauenden mit dem Angeschauten entsteht und in der die konstitutive Funktion des Theaters liegt.“

Die internationale Wirkung der Mutter Courage ist nach Brechts Tod nicht erloschen. 2008 erhielt Claus Peymanns Inszenierung von Bertolt Brechts Mutter Courage und ihre Kinder beim Fadjr-Theaterfestival in Teheran den ersten Preis. „Bertolt Brecht ist im Iran einer der beliebtesten deutschsprachigen Schriftsteller. Fast alle seiner Dramen sind ins Persische übersetzt worden, nach Expertenmeinung in sehr guter Qualität.“

### Wirkung auf verschiedene Regisseure

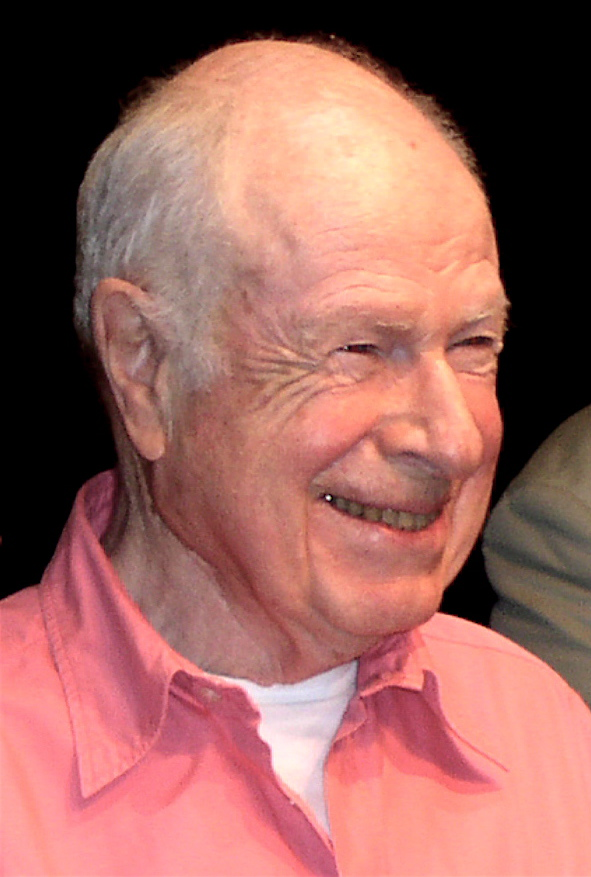
Peter Brook 2009

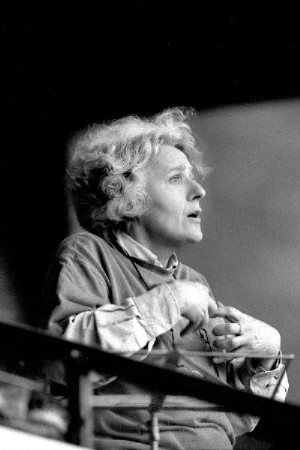
Ariane Mnouchkine

Für Regisseur Peter Brook ist „Brecht […] die Schlüsselfigur unserer Zeit und jede heutige Arbeit für das Theater geht von seinen Aussagen und seiner Leistung aus oder kehrt dahin zurück.“ Claus Peymann, Leiter des Berliner Ensembles, formuliert 2003 zur Bedeutung Brechts plakativ:

„Ich weiß, für Sie ist das alles out: Sozialismus, Revolution, der Kampf um eine gerechtere Gesellschaft. Aber wieso eigentlich? Weil Idioten und Verbrecher diese große Idee gegen die Wand gefahren haben? Kommen Sie doch einmal zu unseren Publikumsdiskussionen: Die Leute fühlen sich bei uns in ihren Ängsten und Sehnsüchten ernst genommen. Sie erkennen zum Beispiel im Chicagoer Fleischmarktmonopol der ‚Johanna‘ die Strukturen der Globalisierung von heute. Ich weiß, wir werden als altmodisches, anachronistisches Theater verspottet. Aber Sie werden sehen: Wir sind die eigentliche Avantgarde!“

Sarah Bryant-Bertail hat Regiearbeiten in der Tradition des epischen Theaters untersucht. Mit Piscators Schwejk-Inszenierung auf der Basis von Brechts Bearbeitung des Textes sei der Prototyp für das epische Theater entstanden. Am Beispiel von Brechts Regie bei der einflussreichen und gut dokumentierten Mutter-Courage-Inszenierung zeigt sie die Weiterentwicklung des Konzepts. Brechts Bearbeitung des Dramas Der Hofmeister von Lenz im Jahre 1950 für das Berliner Ensemble zeige Möglichkeiten, Stücke episch zu bearbeiten.
In der Folge zeigt Bryant-Bertail moderne Umsetzungen von Prinzipien des epischen Theaters. Ariane Mnouchkine inszenierte als langjährige Leiterin des Théâtre du Soleil in Paris 1991–92 die Tetralogie Les Atrides und konfrontierte die klassischen griechischen Dramen „mit Tanz, Kostümen und Musik, die vom indischen Kathakali-Theater inspiriert waren“. Obwohl Mnouchkine, anders als Brecht, die antiken Texte nur wenig veränderte, stehe ihre Konfrontation von asiatischem Theater mit den klassischen Texten der Antike in der Tradition des brechtschen V-Effekts und verfolge auch ähnliche Absichten: durch die Verfremdung den Blick der Zuschauer zu schärfen für „die sexuelle und rassistische Gewalt in den Gründungsmythen der westlichen Kultur“.
JoAnne Akalaitis’ Inszenierung Leon und Lena (&lenz) aus dem Jahre 1988 für das Guthrie Theater in Minneapolis setze die Kontraste anders. Während in der Kulisse der Fernsehserie Dallas Leon und Lena gespielt wurde, liefen im Hintergrund schwarz-weiß und ohne Ton expressionistische Filme, die die Novelle Lenz zeigten. Sarah Bryant-Bertail bezeichnet dies Verfahren als „epische Montage“.
Ibsens Peer Gynt (1867) sei episch sowohl im klassischen Sinne als auch im Sinne Brechts. Hier analysiert sie zwei Inszenierungen, die „offen epische, neomarxistische“ von Peter Stein für die Schaubühne am Halleschen Ufer 1971 und die von Rustom Bharucha, der sich für die Übertragbarkeit der erzählenden und folkloristischen Elemente in den Kontext der indischen Künste interessiert habe. Bharucha habe dabei das epische Theater „als effektives Medium sozialer und politischer Kritik“ entdeckt. Sie sieht die Bedeutung von Brechts Dramatik darin, dass sie Wege eröffnet, abstrakte gesellschaftliche Prozesse auf der Bühne darzustellen.

### Aktualität des epischen Theaters
Hermann Beil, Dramaturg, Regisseur und langjähriger Mitarbeiter Claus Peymanns, hält Brechts Konzept des mitdenkenden Schauspielers und aktivierbaren Zuschauers für nach wie vor aktuell. Auch die marxistische Analyse sozialer Konflikte, wie sie Brecht etwa mit der heiligen Johanna der Schlachthöfe gestaltet habe, gewinne immer wieder an Aktualität. Habe man bei der Uraufführung, die Gustaf Gründgens 1959 inszenierte, „die theatralische Qualität der Aufführung“ gelobt, das Stück aber „als längst überholt und wirtschaftlich total falsch bezeichnet“, so seien die Fragen Brechts später angesichts sozialer Konflikte in Europa und in der Dritten Welt wieder hochaktuell geworden. Auch die seit 2005 am Berliner Ensemble laufende, werktreue Peymann-Inszenierung von Mutter Courage und ihre Kinder mit Carmen-Maja Antoni in der Titelrolle zeigt Beil zufolge die Tragfähigkeit der brechtschen Dramen: „Ich halte ‚Mutter Courage‘ für ein Menschheitsdrama wie Antigone oder Nathan der Weise.“
Auch der Literaturwissenschaftler Marc Silberman stellt die Frage nach der Aktualität von Brechts politischem Theater. Er untersucht, ob es „ein bestimmtes Set von Techniken oder Stilelementen (gibt), die Brecht in den dreißiger, vierziger und fünfziger Jahren für bestimmte historische und gesellschaftliche Situationen entwarf und die heute noch gültig sind“. Silbermann betont, dass es dabei nicht darum gehen könne, „einen isolierten dramaturgischen Effekt“ herauszunehmen, da bei Brecht „alle Bestandteile einer Aufführung“ mit „Brechts (undogmatischem) Marxismus und seiner Agenda der Gesellschaftsveränderung verknüpft“ seien. Silbermann zeigt zunächst auf, wie sich Brechts Gesellschaftskritik und seine Utopien vor dem Hintergrund der historischen Veränderungen entwickelten. Ausgehend von den „nicht-sozialen Antihelden der frühen Stücke“ und ihren Exzessen habe Brecht erst vor dem Hintergrund des aufkommenden Faschismus seine Hoffnungen auf Klassenkampf und Kollektiv gesetzt. Die „Opferung des Individuellen zu Gunsten des Kollektivs in den ‚Lehrstücken‘“ und die radikale Ablehnung des alten Systems seien die Konsequenz aus der Erfahrung der untergehenden Weimarer Republik. Im Exil habe Brecht vor allem sein Konzept der Verfremdung weiterentwickelt und die Entwicklung der Utopie dem Zuschauer auferlegt. Seine Idee des produktiven Kollektivs habe Brecht nach dem Krieg mit dem Berliner Ensemble zu realisieren versucht.
Brechts Selbstverständnis als Marxist seit dem Ende der 1920er Jahre stehe dabei im Widerspruch zu seinem Konzept des epischen Theaters. Während die marxistische Theorie auf eine revolutionäre Aufhebung der sozialen Gegensätze hoffe, setze Brechts Dramatik gerade auf die Produktivität der Widersprüche, auf die Spannungen zwischen den Elementen seiner Dramatik. Brechts Utopie sei durch den Zusammenbruch der Gesellschaften sowjetischen Typs nicht widerlegt, weil „die innovative, experimentelle Energie“ seines Theaters in Richtung auf Gleichheit und Gerechtigkeit nicht auf ein festes Modell festgelegt seien.
Elfriede Jelinek fragt sich, „ob das Elend, die Armut und die Ausbeutung als literarische Gegenstände in Mode kommen und aus der Mode auch wieder verschwinden können“. Gerade Brechts Interesse an der Form, „das Äußerliche, das dem literarischen Gegenstand ‚Aufgesetzte‘“ wie der bewusst schräge Kragen an Brechts Ledermantel, habe dafür gesorgt, dass sein Werk „wie die Mode und deren Wiedergänger, seinen Datumsstempel deutlich sichtbar trägt“. Sie sieht die Aktualität von Brechts Theater in der Spannung, im stetig gezeigten „Riß zwischen dem Realen und dem Gesagten“. Brechts „Codes der Äußerlichkeiten, mit der die Mitglieder der Klassengesellschaft wie Kleidungsstücke katalogisiert werden“, verweise gerade in einer Zeit der Entlarvung dieser Gegensätze als Äußerlichkeiten auf „das eigentlich Wahre an solchen Äußerlichkeiten“.
Frank Raddatz hat 2007 elf Künstler und Literaturwissenschaftler zur Aktualität Brechts befragt. Der Musiker, Komponist, Hörspielautor, Regisseur und Professor für Angewandte Theaterwissenschaft Heiner Goebbels zeigt am Beispiel seiner Canetti-Inszenierung „Eraritjaritjaka“ die an Brecht geschulte Unabhängigkeit der einzelnen Bausteine seiner Aufführung (Darsteller, Musik, Licht, Raum, Text, Film). Er kritisiert, dass in Bezug auf Brecht die Aspekte der Unterhaltung und die Weiterentwicklung der Theaterästhetik durch das epische Theater und V-Effekte zu wenig gewürdigt würden. Dabei scheint er an der politischen Intention Brechts nicht interessiert zu sein. Theaterautor und Regisseur Armin Petras gibt in seinem Interview an, stark von Brecht zu profitieren: „Überhaupt bildet die Idee des epischen Theaters und der Verfremdung das Zentrum meiner Arbeit.“ Der Dramatiker und Regisseur René Pollesch sieht den Einfluss von Brecht schwinden. An den deutschen Stadttheatern dominierten psychologisch orientierte Stücke im klassischen Illusionsstil.
Die ZEIT hat 1998 speziell Frauen, „Autorinnen, Theaterfrauen und Politikerinnen“ zu dem Thema interviewt, was ihnen Brecht heute bedeute. Die Autorin Gisela von Wysocki hält Brecht für „geistig geröntgt, literaturgeschichtlich entbeint, moralisch verschrottet“. Sein Theater sei zu plakativ, er habe keine Schauspieler auf der Bühne gewollt, sondern „kompakte, schwergewichtige Bedeuter“ vom Typ des Boxers Samson-Körner. Mehr mit dem Konzept des epischen Theaters kann die Schauspielerin Christa Berndl anfangen, die die Hinweise für Schauspieler in Brechts „Theaterarbeit“ immer noch „aktuell und bedeutsam“ findet. Sie zitiert:

„Ganz gleich, ob der Schauspieler auf der Bühne außer sich geraten oder in sich bleiben soll, muß er verstehen, sich das Spiel leicht zu machen. Er muß sich zunächst den Schauplatz erobern, das heißt, sich über ihn Bescheid verschaffen, wie ein Blinder sich über einen Platz Bescheid verschafft. Er muß sich seinen Text so einteilen, modulieren, durchschmecken, daß er ihm liegt. Er muß seine Bewegungen, was immer sie ausdrücken, so arrangieren, daß sie ihm schon durch ihre Rhythmik und Plastik Spaß machen. Das alles sind sinnliche Aufgaben, und das Training ist ein körperhaftes. Macht der Schauspieler es sich nicht leicht, macht er es dem Publikum nicht leicht.“

Die Germanistin Sigrid Weigel beschreibt ihre „beharrliche Indifferenz gegenüber der Literatur Brechts“ als Folge der Brecht-Mode zu ihrer Studienzeit und „der allzu direkten Zeitgebundenheit und Handlungsorientierung seiner Arbeit“. Brecht sei kein Lesestoff, sondern nur im Theater zu genießen. Die Songs aus der Dreigroschenoper und aus Mahagonny, die „unter die Haut gehenden Töne Eislers und Weills“, mutige Inszenierungen seiner Stücke, bezeichnet sie jedoch als unvergesslich.
Die Politikerin Christina Weiss hat – in Verbindung mit der Musik – besonders das Konzept des epischen Theaters fasziniert:

„Dann überzeugte mich im Studium der Literaturwissenschaft die bestechende Klarheit des epischen Theaters, das Distanz schafft durch die ständige Unterbrechung der Handlung, und ich erfuhr die Faszination des Verfremdungseffektes, der die Zuschauer aus den Gefühlen beim Betrachten der menschlichen Geschichte auf der Bühne herausreißt und sie zum Sichwundern bringt, und das heißt, sie zum Nachdenken zwingt über die Zustände, in denen sie selbst leben.

Sich selbst im Wirkungsprozeß des Kunstwerks bewußt wahrzunehmen, das ist eine der für mich immer gültigen Lehren Brechts. Der Mensch, der im Theater zu solcher Selbstreflexion provoziert wird, ist veränderungsfähig im eigenen Alltagsumfeld.“

Der Rückgriff auf die Verfremdungstechniken des Epischen Theaters hat bis in die aktuelle Gegenwartsdramatik hinein Konjunktur. Die Literaturwissenschaftlerin Hanna Klessinger kommt zu dem Ergebnis, dass Gegenwartsdramatiker hierbei weder durch „blinde Gefolgschaft noch radikale Ablösung“ von Brecht getrieben seien; eher sei eine „dynamische Entwicklung“ zu erkennen, da das Gegenwartstheater die Traditionen transformiere. Unter dieser Perspektive hat Simon Hansen die Gegenwartsdramatik zu systematisieren versucht. Er kommt zu dem Ergebnis, dass Gegenwartsautoren wie Roland Schimmelpfennig, Wolfram Lotz, Sibylle Berg oder Dea Loher die dramatischen und theaterpraktischen Episierungstechniken von Brecht in ihren Dramen potenzieren, was hier als Narrativierung des Dramas bezeichnet wird.

## Epische Konzepte von Zeitgenossen Brechts

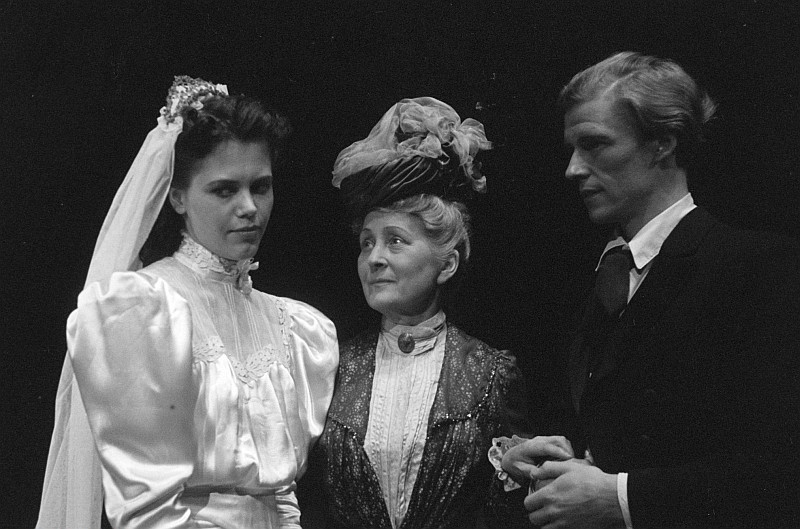
Thornton Wilder, Unsere kleine Stadt, Aufführung am Deutschen Theater in Berlin 1945

Marianne Kesting weist auf Theaterautoren hin, die zeitgleich zu Brecht und auch schon vorher epische Elemente in ihre Dramatik einbauten. Sie vermutet mehrere Ursachen für den Bruch mit der aristotelischen Tradition: „Stoffe von großer räumlicher Ausdehnung“, die menschliche „Kontaktlosigkeit und Isolation“ sowie die „gesellschaftliche Determination“ sprengten den Rahmen der klassischen Dramatik. Sie nennt Paul Claudel, der mit seinem Werk Der seidene Schuh (1919–1924) die Begrenztheit von Raum und Zeit durchbrochen habe. Die Geschichte des Conquistadors Rodrigo knüpfe an das Jesuitendrama an und stehe für die größte Zeit der Katholischen Kirche in der Renaissance. Als weitere Beispiele nennt sie Thornton Wilder und Tennessee Williams.
Walter Hinck findet in Thornton Wilders Drama Unsere kleine Stadt (1938) verschiedene Analogien zu Brechts Dramatik. Ein Spielleiter tritt als Erzähler und Regisseur auf und relativiert und unterbricht die Handlung. Er stellt Verbindungen zum Alltag der Zuschauer her und beeinflusst damit die Interpretation der Handlung. Zuletzt ist die Handlung fortsetzbar und nicht im klassischen Sinn geordnet. Trotz der christlich-humanistischen Tendenz des Wilder-Stückes zeige sich eine ähnliche Theaterauffassung wie bei Brecht. Die Parallelen zwischen Wilder und Brecht sind in der Literatur unbestritten, einige Autoren halten jedoch den Einfluss Brechts für zweifelhaft und nehmen eine zufällige Übereinstimmung an. Lincoln Konkle referiert Aufsätze von Douglas Charles Wixon Jr., in denen aus einem Brief Wilders zitiert wird, der Brechts Einfluss zurückweist. Paul Lifton hält den Einfluss Brechts ebenfalls nicht für nachweisbar; es bestehe zwar die Möglichkeit, dass Wilder während einer Theaterreise 1928 die Dreigroschenoper gesehen habe, ein Beweis liege jedoch nicht vor.

## Sigle
- GBA = Bertolt Brecht: Werke. Große kommentierte Berliner und Frankfurter Ausgabe, Hg. von Werner Hecht, Jan Knopf, Werner Mittenzwei, Klaus-Detlev Müller. 30 Bände und ein Registerband, 1998–2000.

## Brecht-Texte zum epischen Theater (Auswahl)
- Bertolt Brecht: Couragemodell 1949. in: Schriften 5, GBA Bd. 25, Berlin, Frankfurt am Main 1994, S. 169–398.
- Bertolt Brecht: Schriften zum Theater. Suhrkamp Verlag, Frankfurt am Main, 1999.
- Bertolt Brecht: Der Messingkauf. GBA Band 22.2, S. 695–869 (Pläne, Dialogfragmente und Gedichte in Form von Handschriften und Typoskripten aus dem Nachlass); entstanden 1939–1955.
- Bertolt Brecht: Kleines Organon für das Theater. In: Versuche 27/32 Heft 12. Aufbau Verlag. Berlin 1953; in der GBA Band 23, S. 65 ff.

## Sekundärliteratur
- Theodor W. Adorno: Engagement. Vortrag im Radio Bremen, 28. März 1962, unter dem Titel „Engagement oder künstlerische Autonomie“, zitiert nach: ders.: Noten zur Literatur III, Frankfurt am Main 1965, ISBN 3-518-01146-4, S. 109–135.
- Louis Althusser: Das Piccolo Teatro – Bertolazzi und Brecht. Bemerkungen über ein materialistisches Theater, in: ders.: Für Marx. Frankfurt am Main 2011, ISBN 978-3-518-12600-4.
- Walter Benjamin: Was ist das epische Theater? In: Rolf Tiedemann u. a. (Hrsg.): Walter Benjamin: „Gesammelte Schriften“. Frankfurt/M., II, S. 532 ff. sowie ders.: Der Autor als Produzent. Ansprache im Institut zum Studium des Fascismus in Paris am 27. April 1934. In: Gesammelte Schriften. Zweiter Band. Zweiter Teil, herausgegeben von Rolf Tiedemann und Hermann Schweppenhäuser. Suhrkamp, Frankfurt/Main 1982, 2. Auflage der Einzelausgabe 1989, ISBN 3-518-57307-1, S. 683–701, S. 696–699.
- Berliner Ensemble / Helene Weigel (Hrsg.): Theaterarbeit. 6 Aufführungen des Berliner Ensembles. VVV Dresdner Verlag, Dresden 1952 (Lizenzausgabe: Progress Verlag Johann Fladung, Düsseldorf o. J.)
- Sarah Bryant-Bertail: Space and Time in Epic Theater: The Brechtian Legacy (Studies in German Literature, Linguistics, and Culture). Boydell & Brewer 2000, 245 Seiten, ISBN 978-1-57113-186-7.
- Reinhold Grimm (Hrsg.): Episches Theater. Köln 1972, 3. Auflage, 481 S., ISBN 3-462-00461-1.
- Simon Hansen: Nach der Postdramatik. Narrativierendes Text-Theater bei Wolfram Lotz und Roland Schimmelpfennig. Bielefeld 2021,  ISBN 978-3-8376-5629-9.
- Günther Heeg: Klopfzeichen aus dem Mausoleum. Brechtschulung am Berliner Ensemble. 192 Seiten, Verlag: Vorwerk 8 2000, ISBN 3-930916-30-4.
- Jürgen Hillesheim: „Instinktiv lasse ich hier Abstände ...“ Bertolt Brechts vormarxistisches Episches Theater. Würzburg 2011. ISBN 978-3-8260-4716-9.
- Jürgen Hillesheim: „Ich habe Musik unter meiner Haut ...“ Bach, Mozart und Wagner beim frühen Brecht. Freiburg 2014. ISBN 978-3-7930-9783-9.
- Walter Hinck: Die Dramaturgie des späten Brecht. Göttingen 1977 (6. Auflage), Reihe: Palaestra 229, ISBN 3-525-20537-6.
- Helmut Jendreiek: Bertolt Brecht. Drama der Veränderung. Bagel, Düsseldorf 1969, ISBN 3-513-02114-3.
- Sabine Kebir: Ich fragte nicht nach meinem Anteil. Elisabeth Hauptmanns Arbeit mit Bertolt Brecht. Aufbau Verlag, Berlin 2000, ISBN 978-3-7466-8058-3.
- Marianne Kesting: Das epische Theater. Stuttgart 1959, ISBN 3-17-004843-0.
- Ulrich Kittstein: Episches Theater. In: Handbuch Drama. Theorie, Analyse, Geschichte. Hrsg. von Peter W. Marx. Stuttgart, Weimar 2012, S. 296–304.
- Jan Knopf: Brecht-Handbuch, Theater, Stuttgart (Metzler) 1986, ungekürzte Sonderausgabe, ISBN 3-476-00587-9.
- Jan Knopf (Hrsg.), Brigitte Bergheim (Red.), Joachim Lucchesi (Red.): Brecht Handbuch in fünf Bänden. Band 1. Stücke. ISBN 3-476-01829-6, Stuttgart (Metzler) 2001.
- Jan Knopf: Brecht im 21. Jahrhundert. Aus Politik und Zeitgeschichte 23-24, 6. Juni 2006, Themenheft Bertolt Brecht.
- Günther Mahal: Auktoriales Theater – Die Bühne als Kanzel. Autoritäts-Akzeptierung des Zuschauers als Folge dramatischer Persuasionsstrategie, Tübingen (Narr) 1982, 342 Seiten, ISBN 978-3-87808-575-1.
- Werner Mittenzwei: Marxismus und Realismus: Die Brecht-Lukács-Debatte. Das Argument 46, 10. Jahrgang 1968, 12-43.
- Frank Raddatz: Brecht frißt Brecht: Neues episches Theater im 21. Jahrhundert. Berlin (Henschel Verlag) 2007, 288 Seiten, ISBN 978-3-89487-566-4.
- Käthe Rülicke-Weiler: Die Dramaturgie Brechts: Theater als Mittel der Veränderung. Westberlin (Verlag das europäische Buch) 1966, 288 S., ISBN 3-920303-59-8.
- Marc Silbermann: Die Tradition des politischen Theaters in Deutschland. Aus Politik und Zeitgeschichte 23-24, 6. Juni 2006, Themenheft Bertolt Brecht, S. 13 ff.
- Manfred Wekwerth: Theater in Veränderung. Aufbau-Verlag, Berlin 1959.
- Brecht spielen. Hermann Beil[255] im Gespräch mit Günter Erbe. Aus Politik und Zeitgeschichte 23-24, 6. Juni 2006, Themenheft Bertolt Brecht, S. 3 ff.